# Vernonieae
Vernonieae Cassini, 1819 è una tribù di piante angiosperme dicotiledone della famiglia delle Asteraceae.

## Etimologia
ll nome di questo gruppo deriva dal suo genere più importante Vernonia Schreb., 1791 il cui nome a sua volta è stato dato in ricordo del botanico inglese William Vernon morto nel 1711. ll nome scientifico ed è stato definito dal botanico e naturalista francese Alexandre Henri Gabriel de Cassini (1781 – 1832) nella pubblicazione Journal de Physique, de Chimie, d'Histoire Naturelle et des Arts - 88: 203. 1819 del 1819.

## Descrizione

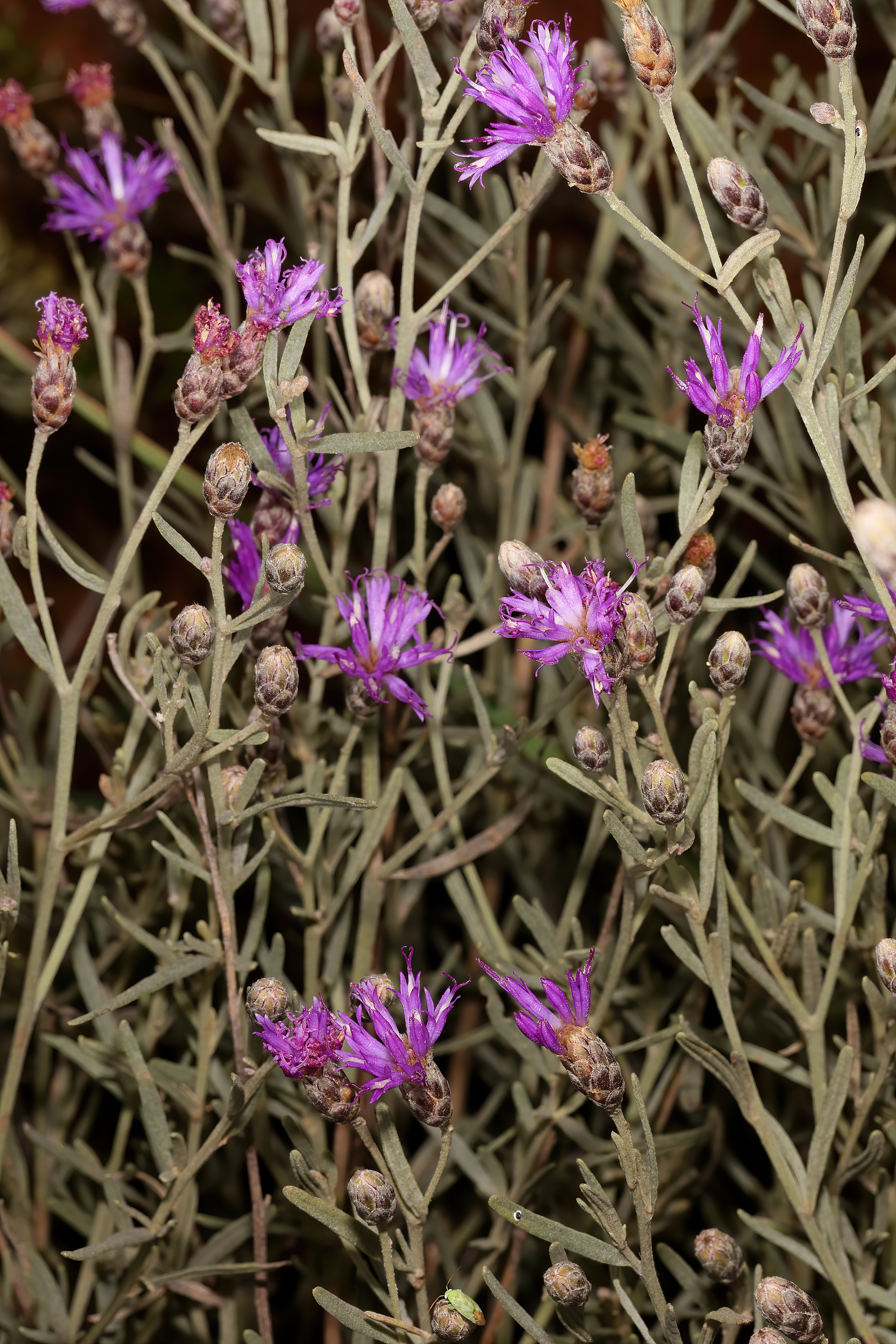
Il portamento
Oocephala staehelinoides (Erlangeinae)

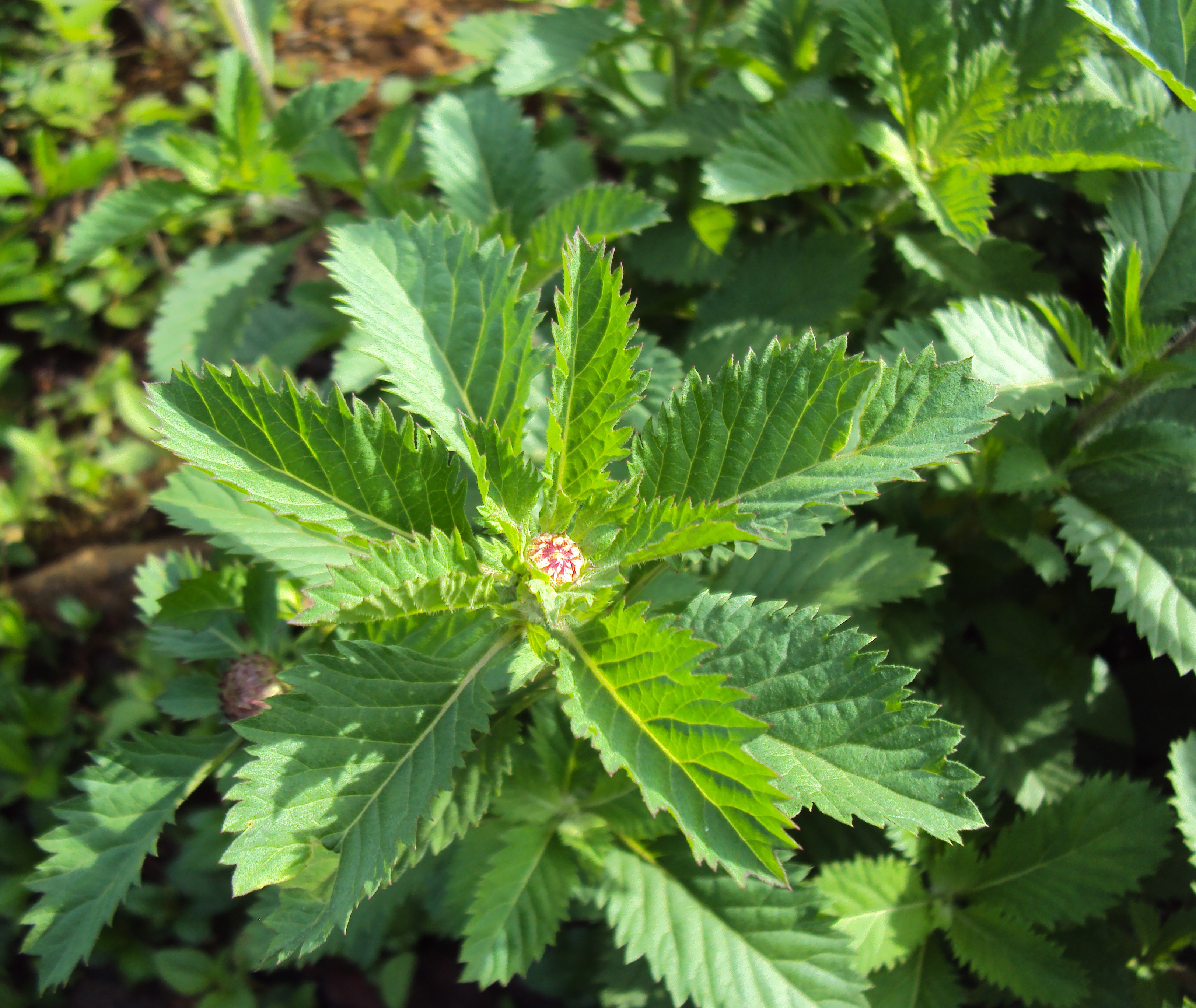
Le foglie
Centratherum punctatum (Centratherinae)

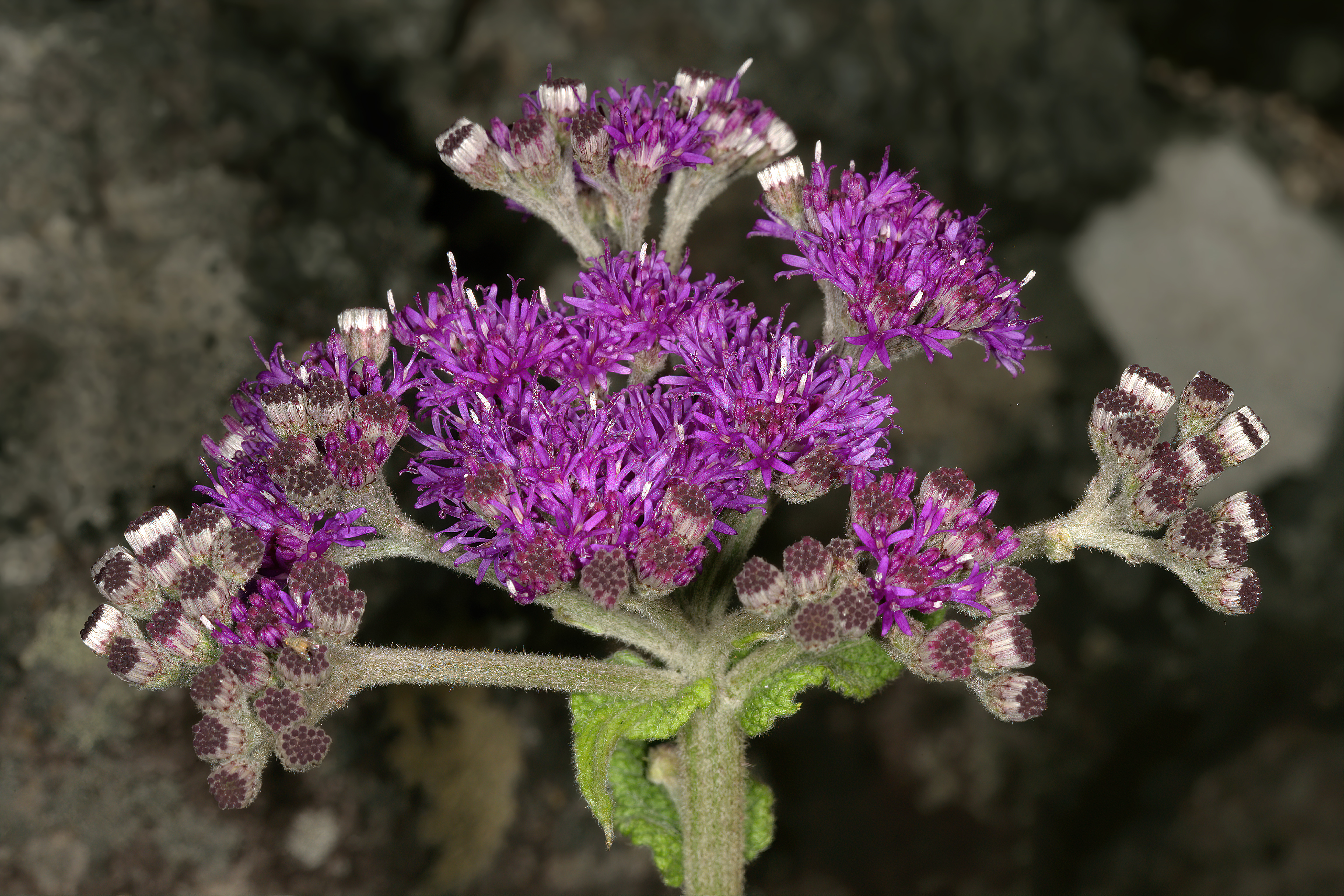
Infiorescenza
Hilliardiella hirsuta (Centrapalinae)

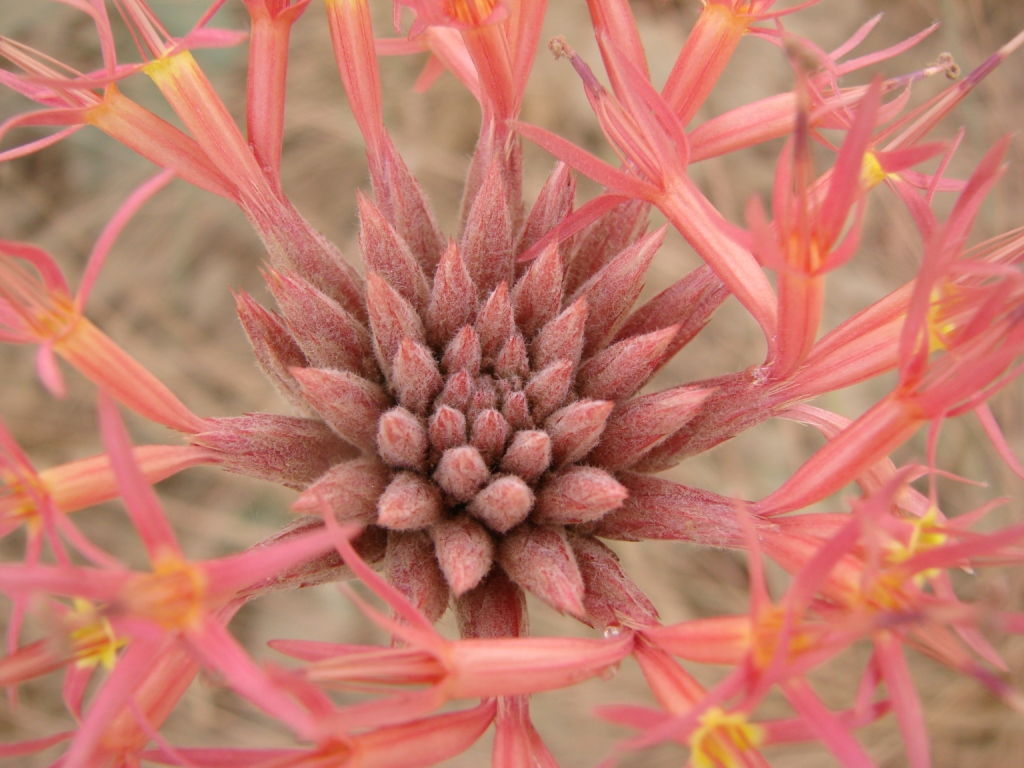
I fiori
Chresta curumbensis (Chrestinae)

Habitus: le piante di questa tribù sono sia erbe annuali o perenni, che suffruticose, arbustive o alberi anche con ricche ramificazioni (Vernonia arborea Buchanan-Hamilton dell'Asia tropicale è alto fino a 33 m). Gli organi interni di queste piante contengono lattoni sesquiterpenici. La superficie può essere glabra oppure pubescente con peli semplici, del tipo stellato o irsuto (Lychnophorinae – Piptocarphinae) oppure decisamente tomentoso-lanosa (Sipolisiinae). Raramente il portamento può essere prostrato (Trichospira verticillata – sottotribù Trichospirinae).
Foglie: sono presenti sia foglie in forma di rosetta basale che lungo il fusto; in questo caso sono in prevalenza disposte in modo alterno (in modo opposto in alcuni generi della sottotribù Piptocarphinae); le foglie sono sia sessili che picciolate (in alcuni casi il picciolo è alato). La lamina può essere intera (più o meno da lanceolata a ovata) che pennatopartita o lobata (ma raramente). I margini sono interi o seghettati o dentati. La superficie in alcuni gruppi è pelosa per peli di vario tipo. Le venature sono pennate.
Infiorescenza: le infiorescenze sono sia monocefale (Centratherinae - Rolandrinae) che con numerosi capolini (raccolti in modo corimboso o raggruppati variamente tipo pannocchia, racemo, tirsoide o seriale). Alcune infiorescenze sono di tipo glomeruloso (Chrestinae – Elephantopodinae – Piptocarphinae). I capolini sono composti da un involucro a forma generalmente campanulata o cilindrica che fa da protezione al ricettacolo sul quale s'inseriscono i fiori tubulosi. L'Involucro è formato da diverse brattee (o squame - fino a 100) embricate disposte in modo uniseriato o multiseriato (fino a 10 serie); le brattee sono sia di tipo foglioso che squamoso; possono essere sia caduche che persistenti. Alcuni generi possiedono delle brattee secondarie decisamente fogliose  (Elephantopodinae). La parte apicale delle brattee può essere spinulosa o mucronata. In alcuni casi le brattee sono mescolate ai fiori veri e propri (Trichospira verticillata). Il ricettacolo in genere è privo di pagliette (nudo).
I fiori (da pochi a oltre 100) sono tetra-ciclici (ossia sono presenti 4 verticilli: calice – corolla – androceo – gineceo) e pentameri (ogni verticillo ha in genere 5 elementi).I fiori sono inoltre ermafroditi e actinomorfi (raramente possono essere zigomorfi).
- Formula fiorale:

*/x K {\displaystyle \infty }, [C (5), A (5)], G 2 (infero), achenio
- Calice: i sepali del calice sono ridotti ad una coroncina di squame.
- Corolla: le corolle sono formate da un tubo terminante in 5 lobi (sono presenti specie con un numero minore di lobi); nella parte basale può essere provvista di ghiandole (Centratherinae) oppure pelosa (Elephantopodinae). I colori variano dalla lavanda, al blu al porpora, al bianco e (raramente) al giallo.
- Androceo: gli stami sono 5 con filamenti liberi e distinti, mentre le antere sono saldate in un manicotto (o tubo) circondante lo stilo.[9] Le antere sono glabre e le teche possono essere senza coda o con coda oppure speronate. Le appendici delle antere hanno le pareti sottili, spesso con ghiandole o peli. Il polline è di due tipi: (1) tricolporato (con tre aperture sia di tipo a fessura che tipo isodiametrica o poro) oppure (2) è triporato (con le fessure di germinazione costituite da tre pori).[13] A volte il polline è echinato (con punte), inoltre la parte più esterna dell'esina può essere sollevata a forma di creste e depressioni (polline "lophato").
- Gineceo: lo stilo è filiforme e pubescente. La base dello stilo può avere dei nodi (Leiboldiinae) oppure no (a volte i nodi sono anulari). Gli stigmi dello stilo sono due divergenti, sono sottili e appuntiti.  La pubescenza è del tipo a spazzola con peli smussati, o a punta o stipitati. L'ovario è infero uniloculare formato da 2 carpelli. Gli stigmi hanno la superficie stigmatica interna.[14]

I frutti sono degli acheni con pappo. L'achenio generalmente è cilindrico (o prismatico) con più coste laterali (fino a 10). In alcuni generi le pareti sono prive di fitomelanina, uno strato protettivo contro batteri, larve e insetti (Centratherinae); mentre in altri la fitomelanina è contenuta nel pericarpo (Sipolisiinae). Sono presenti rafidi e idioblasti. Il pappo può essere presente (setole, peli o reste disposti in modo uniseriale o multiseriale) oppure è assente.

## Biologia
- Impollinazione: l'impollinazione avviene tramite insetti (impollinazione entomogama tramite farfalle diurne e notturne).
- Riproduzione: la fecondazione avviene fondamentalmente tramite l'impollinazione dei fiori (vedi sopra).
- Dispersione: i semi (gli acheni) cadendo a terra sono successivamente dispersi soprattutto da insetti tipo formiche (disseminazione mirmecoria). In questo tipo di piante avviene anche un altro tipo di dispersione: zoocoria. Infatti gli uncini delle brattee dell'involucro si agganciano ai peli degli animali di passaggio disperdendo così anche su lunghe distanze i semi della pianta.

## Distribuzione e habitat
Le specie di questa tribù si trovano in Asia, Africa (specialmente del sud), Madagascar e soprattutto in America. L'habitat è vario da quello tipico del clima temperato a quello tropicale.

## Tassonomia
La famiglia di appartenenza di questa voce (Asteraceae o Compositae, nomen conservandum) probabilmente originaria del Sud America, è la più numerosa del mondo vegetale, comprende oltre 23 000 specie distribuite su 1 535 generi, oppure 22 750 specie e 1 530 generi secondo altre fonti (una delle checklist più aggiornata elenca fino a 1 679 generi). La famiglia attualmente (2021) è divisa in 16 sottofamiglie.

### Filogenesi
Le piante di questo gruppo sono descritte all'interno della sottofamiglia Vernonioideae Lindl.. Questa classificazione è stata ottenuta ultimamente con le analisi del DNA delle varie specie del gruppo. Da un punto di vista filogenetico in base alle ultime analisi sul DNA la tribù Vernonieae è risultata divisa in due grandi cladi: Muovo Mondo e Vecchio Mondo.
La circoscrizione di questa tribù è sempre stata un problema per i botanici in quanto molti caratteri nelle varie specie sono sovrapposti rendendo difficile la delimitazione tassonomica. Da alcuni studi fatti ultimamente sembra che la tribù abbia avuto origine in Sudafrica o Madagascar e poi sia diffusa nelle Americhe. In particolare le specie del Vecchio e Nuovo Mondo si trovano in due distinti clade ben separati e legati solo alla lontana, questo è spiegabile ad esempio con una dispersione avvenuta in due periodi distinti. Un'altra ipotesi indica che le Compositae (e quindi le Vernonieae) abbiano avuto origine nel Sud America; successivamente per proliferazione siano arrivate nel Vecchio Mondo e in Africa, e solo più tardi abbiano ri-colonizzato le Americhe creando non pochi incroci e ricombinazioni genetiche.
Storicamente la maggior parte delle specie erano assegnate al genere Vernonia. Solo ultimamente autori come Harold E. Robinson (e altri successivamente) hanno cercato di fare ordine nella tribù dividendola in sottotribù e in un maggior numero di generi di piccole dimensioni (vedi elenco della sottotribù più sotto).
Tuttavia rimangono ancora da risolvere alcune polifilie nelle sottotribù Dipterocypselinae, Lepidaploinae, Vernoniinae e Chrestinae (vedi cladogramma tratto dallo studio citato).
|  | Gymnantheminae                                            |
|  |                                                           |
|  | \| \| Erlangeinae \| \| \| \| \| \| Linziinae \| \| \| \| |
|  |                                                           |
|  | Erlangeinae                                               |
|  |                                                           |
|  | Linziinae                                                 |
|  |                                                           |

|  | Erlangeinae |
|  |             |
|  | Linziinae   |
|  |             |

|  | Allocephalus gamolepis (Dipterocypselinae)                        |
|  |                                                                   |
|  | \| \| Centratherinae \| \| \| \| \| \| Lychnophorinae \| \| \| \| |
|  |                                                                   |
|  | Centratherinae                                                    |
|  |                                                                   |
|  | Lychnophorinae                                                    |
|  |                                                                   |

|  | Centratherinae |
|  |                |
|  | Lychnophorinae |
|  |                |

|  | Cyrtocymura scorpioides (Vernoniinae) |
|  |                                       |
|  | Lepidaploa opposita (Lepidaploinae)   |
|  |                                       |

|  | Stilpnopappus tomentosus (Lepidaploinae)                                          |
|  |                                                                                   |
|  | \| \| Soaresia velutina (Chrestinae) \| \| \| \| \| \| Elephantopinae \| \| \| \| |
|  |                                                                                   |
|  | Soaresia velutina (Chrestinae)                                                    |
|  |                                                                                   |
|  | Elephantopinae                                                                    |
|  |                                                                                   |

|  | Soaresia velutina (Chrestinae) |
|  |                                |
|  | Elephantopinae                 |
|  |                                |

|  | Cyrtocymura scorpioides (Vernoniinae) |
|  |                                       |
|  | Lepidaploa opposita (Lepidaploinae)   |
|  |                                       |

|  | Stilpnopappus tomentosus (Lepidaploinae)                                          |
|  |                                                                                   |
|  | \| \| Soaresia velutina (Chrestinae) \| \| \| \| \| \| Elephantopinae \| \| \| \| |
|  |                                                                                   |
|  | Soaresia velutina (Chrestinae)                                                    |
|  |                                                                                   |
|  | Elephantopinae                                                                    |
|  |                                                                                   |

|  | Soaresia velutina (Chrestinae) |
|  |                                |
|  | Elephantopinae                 |
|  |                                |

|  | \| \| Heterocypsela andersonii (Dipterocypselinae) \| \| \| \| \| \| Vernoniinae \| \| \| \| |
|  |                                                                                              |
|  | Chrestinae                                                                                   |
|  |                                                                                              |
|  | Heterocypsela andersonii (Dipterocypselinae)                                                 |
|  |                                                                                              |
|  | Vernoniinae                                                                                  |
|  |                                                                                              |

|  | Heterocypsela andersonii (Dipterocypselinae) |
|  |                                              |
|  | Vernoniinae                                  |
|  |                                              |

|  | Cyrtocymura scorpioides (Vernoniinae) |
|  |                                       |
|  | Lepidaploa opposita (Lepidaploinae)   |
|  |                                       |

|  | Stilpnopappus tomentosus (Lepidaploinae)                                          |
|  |                                                                                   |
|  | \| \| Soaresia velutina (Chrestinae) \| \| \| \| \| \| Elephantopinae \| \| \| \| |
|  |                                                                                   |
|  | Soaresia velutina (Chrestinae)                                                    |
|  |                                                                                   |
|  | Elephantopinae                                                                    |
|  |                                                                                   |

|  | Soaresia velutina (Chrestinae) |
|  |                                |
|  | Elephantopinae                 |
|  |                                |

|  | Cyrtocymura scorpioides (Vernoniinae) |
|  |                                       |
|  | Lepidaploa opposita (Lepidaploinae)   |
|  |                                       |

|  | Stilpnopappus tomentosus (Lepidaploinae)                                          |
|  |                                                                                   |
|  | \| \| Soaresia velutina (Chrestinae) \| \| \| \| \| \| Elephantopinae \| \| \| \| |
|  |                                                                                   |
|  | Soaresia velutina (Chrestinae)                                                    |
|  |                                                                                   |
|  | Elephantopinae                                                                    |
|  |                                                                                   |

|  | Soaresia velutina (Chrestinae) |
|  |                                |
|  | Elephantopinae                 |
|  |                                |

|  | \| \| Heterocypsela andersonii (Dipterocypselinae) \| \| \| \| \| \| Vernoniinae \| \| \| \| |
|  |                                                                                              |
|  | Chrestinae                                                                                   |
|  |                                                                                              |
|  | Heterocypsela andersonii (Dipterocypselinae)                                                 |
|  |                                                                                              |
|  | Vernoniinae                                                                                  |
|  |                                                                                              |

|  | Heterocypsela andersonii (Dipterocypselinae) |
|  |                                              |
|  | Vernoniinae                                  |
|  |                                              |

|  | Allocephalus gamolepis (Dipterocypselinae)                        |
|  |                                                                   |
|  | \| \| Centratherinae \| \| \| \| \| \| Lychnophorinae \| \| \| \| |
|  |                                                                   |
|  | Centratherinae                                                    |
|  |                                                                   |
|  | Lychnophorinae                                                    |
|  |                                                                   |

|  | Centratherinae |
|  |                |
|  | Lychnophorinae |
|  |                |

|  | Cyrtocymura scorpioides (Vernoniinae) |
|  |                                       |
|  | Lepidaploa opposita (Lepidaploinae)   |
|  |                                       |

|  | Stilpnopappus tomentosus (Lepidaploinae)                                          |
|  |                                                                                   |
|  | \| \| Soaresia velutina (Chrestinae) \| \| \| \| \| \| Elephantopinae \| \| \| \| |
|  |                                                                                   |
|  | Soaresia velutina (Chrestinae)                                                    |
|  |                                                                                   |
|  | Elephantopinae                                                                    |
|  |                                                                                   |

|  | Soaresia velutina (Chrestinae) |
|  |                                |
|  | Elephantopinae                 |
|  |                                |

|  | Cyrtocymura scorpioides (Vernoniinae) |
|  |                                       |
|  | Lepidaploa opposita (Lepidaploinae)   |
|  |                                       |

|  | Stilpnopappus tomentosus (Lepidaploinae)                                          |
|  |                                                                                   |
|  | \| \| Soaresia velutina (Chrestinae) \| \| \| \| \| \| Elephantopinae \| \| \| \| |
|  |                                                                                   |
|  | Soaresia velutina (Chrestinae)                                                    |
|  |                                                                                   |
|  | Elephantopinae                                                                    |
|  |                                                                                   |

|  | Soaresia velutina (Chrestinae) |
|  |                                |
|  | Elephantopinae                 |
|  |                                |

|  | \| \| Heterocypsela andersonii (Dipterocypselinae) \| \| \| \| \| \| Vernoniinae \| \| \| \| |
|  |                                                                                              |
|  | Chrestinae                                                                                   |
|  |                                                                                              |
|  | Heterocypsela andersonii (Dipterocypselinae)                                                 |
|  |                                                                                              |
|  | Vernoniinae                                                                                  |
|  |                                                                                              |

|  | Heterocypsela andersonii (Dipterocypselinae) |
|  |                                              |
|  | Vernoniinae                                  |
|  |                                              |

|  | Cyrtocymura scorpioides (Vernoniinae) |
|  |                                       |
|  | Lepidaploa opposita (Lepidaploinae)   |
|  |                                       |

|  | Stilpnopappus tomentosus (Lepidaploinae)                                          |
|  |                                                                                   |
|  | \| \| Soaresia velutina (Chrestinae) \| \| \| \| \| \| Elephantopinae \| \| \| \| |
|  |                                                                                   |
|  | Soaresia velutina (Chrestinae)                                                    |
|  |                                                                                   |
|  | Elephantopinae                                                                    |
|  |                                                                                   |

|  | Soaresia velutina (Chrestinae) |
|  |                                |
|  | Elephantopinae                 |
|  |                                |

|  | Cyrtocymura scorpioides (Vernoniinae) |
|  |                                       |
|  | Lepidaploa opposita (Lepidaploinae)   |
|  |                                       |

|  | Stilpnopappus tomentosus (Lepidaploinae)                                          |
|  |                                                                                   |
|  | \| \| Soaresia velutina (Chrestinae) \| \| \| \| \| \| Elephantopinae \| \| \| \| |
|  |                                                                                   |
|  | Soaresia velutina (Chrestinae)                                                    |
|  |                                                                                   |
|  | Elephantopinae                                                                    |
|  |                                                                                   |

|  | Soaresia velutina (Chrestinae) |
|  |                                |
|  | Elephantopinae                 |
|  |                                |

|  | \| \| Heterocypsela andersonii (Dipterocypselinae) \| \| \| \| \| \| Vernoniinae \| \| \| \| |
|  |                                                                                              |
|  | Chrestinae                                                                                   |
|  |                                                                                              |
|  | Heterocypsela andersonii (Dipterocypselinae)                                                 |
|  |                                                                                              |
|  | Vernoniinae                                                                                  |
|  |                                                                                              |

|  | Heterocypsela andersonii (Dipterocypselinae) |
|  |                                              |
|  | Vernoniinae                                  |
|  |                                              |

|  | Allocephalus gamolepis (Dipterocypselinae)                        |
|  |                                                                   |
|  | \| \| Centratherinae \| \| \| \| \| \| Lychnophorinae \| \| \| \| |
|  |                                                                   |
|  | Centratherinae                                                    |
|  |                                                                   |
|  | Lychnophorinae                                                    |
|  |                                                                   |

|  | Centratherinae |
|  |                |
|  | Lychnophorinae |
|  |                |

|  | Cyrtocymura scorpioides (Vernoniinae) |
|  |                                       |
|  | Lepidaploa opposita (Lepidaploinae)   |
|  |                                       |

|  | Stilpnopappus tomentosus (Lepidaploinae)                                          |
|  |                                                                                   |
|  | \| \| Soaresia velutina (Chrestinae) \| \| \| \| \| \| Elephantopinae \| \| \| \| |
|  |                                                                                   |
|  | Soaresia velutina (Chrestinae)                                                    |
|  |                                                                                   |
|  | Elephantopinae                                                                    |
|  |                                                                                   |

|  | Soaresia velutina (Chrestinae) |
|  |                                |
|  | Elephantopinae                 |
|  |                                |

|  | Cyrtocymura scorpioides (Vernoniinae) |
|  |                                       |
|  | Lepidaploa opposita (Lepidaploinae)   |
|  |                                       |

|  | Stilpnopappus tomentosus (Lepidaploinae)                                          |
|  |                                                                                   |
|  | \| \| Soaresia velutina (Chrestinae) \| \| \| \| \| \| Elephantopinae \| \| \| \| |
|  |                                                                                   |
|  | Soaresia velutina (Chrestinae)                                                    |
|  |                                                                                   |
|  | Elephantopinae                                                                    |
|  |                                                                                   |

|  | Soaresia velutina (Chrestinae) |
|  |                                |
|  | Elephantopinae                 |
|  |                                |

|  | \| \| Heterocypsela andersonii (Dipterocypselinae) \| \| \| \| \| \| Vernoniinae \| \| \| \| |
|  |                                                                                              |
|  | Chrestinae                                                                                   |
|  |                                                                                              |
|  | Heterocypsela andersonii (Dipterocypselinae)                                                 |
|  |                                                                                              |
|  | Vernoniinae                                                                                  |
|  |                                                                                              |

|  | Heterocypsela andersonii (Dipterocypselinae) |
|  |                                              |
|  | Vernoniinae                                  |
|  |                                              |

|  | Cyrtocymura scorpioides (Vernoniinae) |
|  |                                       |
|  | Lepidaploa opposita (Lepidaploinae)   |
|  |                                       |

|  | Stilpnopappus tomentosus (Lepidaploinae)                                          |
|  |                                                                                   |
|  | \| \| Soaresia velutina (Chrestinae) \| \| \| \| \| \| Elephantopinae \| \| \| \| |
|  |                                                                                   |
|  | Soaresia velutina (Chrestinae)                                                    |
|  |                                                                                   |
|  | Elephantopinae                                                                    |
|  |                                                                                   |

|  | Soaresia velutina (Chrestinae) |
|  |                                |
|  | Elephantopinae                 |
|  |                                |

|  | Cyrtocymura scorpioides (Vernoniinae) |
|  |                                       |
|  | Lepidaploa opposita (Lepidaploinae)   |
|  |                                       |

|  | Stilpnopappus tomentosus (Lepidaploinae)                                          |
|  |                                                                                   |
|  | \| \| Soaresia velutina (Chrestinae) \| \| \| \| \| \| Elephantopinae \| \| \| \| |
|  |                                                                                   |
|  | Soaresia velutina (Chrestinae)                                                    |
|  |                                                                                   |
|  | Elephantopinae                                                                    |
|  |                                                                                   |

|  | Soaresia velutina (Chrestinae) |
|  |                                |
|  | Elephantopinae                 |
|  |                                |

|  | \| \| Heterocypsela andersonii (Dipterocypselinae) \| \| \| \| \| \| Vernoniinae \| \| \| \| |
|  |                                                                                              |
|  | Chrestinae                                                                                   |
|  |                                                                                              |
|  | Heterocypsela andersonii (Dipterocypselinae)                                                 |
|  |                                                                                              |
|  | Vernoniinae                                                                                  |
|  |                                                                                              |

|  | Heterocypsela andersonii (Dipterocypselinae) |
|  |                                              |
|  | Vernoniinae                                  |
|  |                                              |

|  | Allocephalus gamolepis (Dipterocypselinae)                        |
|  |                                                                   |
|  | \| \| Centratherinae \| \| \| \| \| \| Lychnophorinae \| \| \| \| |
|  |                                                                   |
|  | Centratherinae                                                    |
|  |                                                                   |
|  | Lychnophorinae                                                    |
|  |                                                                   |

|  | Centratherinae |
|  |                |
|  | Lychnophorinae |
|  |                |

|  | Cyrtocymura scorpioides (Vernoniinae) |
|  |                                       |
|  | Lepidaploa opposita (Lepidaploinae)   |
|  |                                       |

|  | Stilpnopappus tomentosus (Lepidaploinae)                                          |
|  |                                                                                   |
|  | \| \| Soaresia velutina (Chrestinae) \| \| \| \| \| \| Elephantopinae \| \| \| \| |
|  |                                                                                   |
|  | Soaresia velutina (Chrestinae)                                                    |
|  |                                                                                   |
|  | Elephantopinae                                                                    |
|  |                                                                                   |

|  | Soaresia velutina (Chrestinae) |
|  |                                |
|  | Elephantopinae                 |
|  |                                |

|  | Cyrtocymura scorpioides (Vernoniinae) |
|  |                                       |
|  | Lepidaploa opposita (Lepidaploinae)   |
|  |                                       |

|  | Stilpnopappus tomentosus (Lepidaploinae)                                          |
|  |                                                                                   |
|  | \| \| Soaresia velutina (Chrestinae) \| \| \| \| \| \| Elephantopinae \| \| \| \| |
|  |                                                                                   |
|  | Soaresia velutina (Chrestinae)                                                    |
|  |                                                                                   |
|  | Elephantopinae                                                                    |
|  |                                                                                   |

|  | Soaresia velutina (Chrestinae) |
|  |                                |
|  | Elephantopinae                 |
|  |                                |

|  | \| \| Heterocypsela andersonii (Dipterocypselinae) \| \| \| \| \| \| Vernoniinae \| \| \| \| |
|  |                                                                                              |
|  | Chrestinae                                                                                   |
|  |                                                                                              |
|  | Heterocypsela andersonii (Dipterocypselinae)                                                 |
|  |                                                                                              |
|  | Vernoniinae                                                                                  |
|  |                                                                                              |

|  | Heterocypsela andersonii (Dipterocypselinae) |
|  |                                              |
|  | Vernoniinae                                  |
|  |                                              |

|  | Cyrtocymura scorpioides (Vernoniinae) |
|  |                                       |
|  | Lepidaploa opposita (Lepidaploinae)   |
|  |                                       |

|  | Stilpnopappus tomentosus (Lepidaploinae)                                          |
|  |                                                                                   |
|  | \| \| Soaresia velutina (Chrestinae) \| \| \| \| \| \| Elephantopinae \| \| \| \| |
|  |                                                                                   |
|  | Soaresia velutina (Chrestinae)                                                    |
|  |                                                                                   |
|  | Elephantopinae                                                                    |
|  |                                                                                   |

|  | Soaresia velutina (Chrestinae) |
|  |                                |
|  | Elephantopinae                 |
|  |                                |

|  | Cyrtocymura scorpioides (Vernoniinae) |
|  |                                       |
|  | Lepidaploa opposita (Lepidaploinae)   |
|  |                                       |

|  | Stilpnopappus tomentosus (Lepidaploinae)                                          |
|  |                                                                                   |
|  | \| \| Soaresia velutina (Chrestinae) \| \| \| \| \| \| Elephantopinae \| \| \| \| |
|  |                                                                                   |
|  | Soaresia velutina (Chrestinae)                                                    |
|  |                                                                                   |
|  | Elephantopinae                                                                    |
|  |                                                                                   |

|  | Soaresia velutina (Chrestinae) |
|  |                                |
|  | Elephantopinae                 |
|  |                                |

|  | \| \| Heterocypsela andersonii (Dipterocypselinae) \| \| \| \| \| \| Vernoniinae \| \| \| \| |
|  |                                                                                              |
|  | Chrestinae                                                                                   |
|  |                                                                                              |
|  | Heterocypsela andersonii (Dipterocypselinae)                                                 |
|  |                                                                                              |
|  | Vernoniinae                                                                                  |
|  |                                                                                              |

|  | Heterocypsela andersonii (Dipterocypselinae) |
|  |                                              |
|  | Vernoniinae                                  |
|  |                                              |

|  | Allocephalus gamolepis (Dipterocypselinae)                        |
|  |                                                                   |
|  | \| \| Centratherinae \| \| \| \| \| \| Lychnophorinae \| \| \| \| |
|  |                                                                   |
|  | Centratherinae                                                    |
|  |                                                                   |
|  | Lychnophorinae                                                    |
|  |                                                                   |

|  | Centratherinae |
|  |                |
|  | Lychnophorinae |
|  |                |

|  | Cyrtocymura scorpioides (Vernoniinae) |
|  |                                       |
|  | Lepidaploa opposita (Lepidaploinae)   |
|  |                                       |

|  | Stilpnopappus tomentosus (Lepidaploinae)                                          |
|  |                                                                                   |
|  | \| \| Soaresia velutina (Chrestinae) \| \| \| \| \| \| Elephantopinae \| \| \| \| |
|  |                                                                                   |
|  | Soaresia velutina (Chrestinae)                                                    |
|  |                                                                                   |
|  | Elephantopinae                                                                    |
|  |                                                                                   |

|  | Soaresia velutina (Chrestinae) |
|  |                                |
|  | Elephantopinae                 |
|  |                                |

|  | Cyrtocymura scorpioides (Vernoniinae) |
|  |                                       |
|  | Lepidaploa opposita (Lepidaploinae)   |
|  |                                       |

|  | Stilpnopappus tomentosus (Lepidaploinae)                                          |
|  |                                                                                   |
|  | \| \| Soaresia velutina (Chrestinae) \| \| \| \| \| \| Elephantopinae \| \| \| \| |
|  |                                                                                   |
|  | Soaresia velutina (Chrestinae)                                                    |
|  |                                                                                   |
|  | Elephantopinae                                                                    |
|  |                                                                                   |

|  | Soaresia velutina (Chrestinae) |
|  |                                |
|  | Elephantopinae                 |
|  |                                |

|  | \| \| Heterocypsela andersonii (Dipterocypselinae) \| \| \| \| \| \| Vernoniinae \| \| \| \| |
|  |                                                                                              |
|  | Chrestinae                                                                                   |
|  |                                                                                              |
|  | Heterocypsela andersonii (Dipterocypselinae)                                                 |
|  |                                                                                              |
|  | Vernoniinae                                                                                  |
|  |                                                                                              |

|  | Heterocypsela andersonii (Dipterocypselinae) |
|  |                                              |
|  | Vernoniinae                                  |
|  |                                              |

|  | Cyrtocymura scorpioides (Vernoniinae) |
|  |                                       |
|  | Lepidaploa opposita (Lepidaploinae)   |
|  |                                       |

|  | Stilpnopappus tomentosus (Lepidaploinae)                                          |
|  |                                                                                   |
|  | \| \| Soaresia velutina (Chrestinae) \| \| \| \| \| \| Elephantopinae \| \| \| \| |
|  |                                                                                   |
|  | Soaresia velutina (Chrestinae)                                                    |
|  |                                                                                   |
|  | Elephantopinae                                                                    |
|  |                                                                                   |

|  | Soaresia velutina (Chrestinae) |
|  |                                |
|  | Elephantopinae                 |
|  |                                |

|  | Cyrtocymura scorpioides (Vernoniinae) |
|  |                                       |
|  | Lepidaploa opposita (Lepidaploinae)   |
|  |                                       |

|  | Stilpnopappus tomentosus (Lepidaploinae)                                          |
|  |                                                                                   |
|  | \| \| Soaresia velutina (Chrestinae) \| \| \| \| \| \| Elephantopinae \| \| \| \| |
|  |                                                                                   |
|  | Soaresia velutina (Chrestinae)                                                    |
|  |                                                                                   |
|  | Elephantopinae                                                                    |
|  |                                                                                   |

|  | Soaresia velutina (Chrestinae) |
|  |                                |
|  | Elephantopinae                 |
|  |                                |

|  | \| \| Heterocypsela andersonii (Dipterocypselinae) \| \| \| \| \| \| Vernoniinae \| \| \| \| |
|  |                                                                                              |
|  | Chrestinae                                                                                   |
|  |                                                                                              |
|  | Heterocypsela andersonii (Dipterocypselinae)                                                 |
|  |                                                                                              |
|  | Vernoniinae                                                                                  |
|  |                                                                                              |

|  | Heterocypsela andersonii (Dipterocypselinae) |
|  |                                              |
|  | Vernoniinae                                  |
|  |                                              |

|  | Allocephalus gamolepis (Dipterocypselinae)                        |
|  |                                                                   |
|  | \| \| Centratherinae \| \| \| \| \| \| Lychnophorinae \| \| \| \| |
|  |                                                                   |
|  | Centratherinae                                                    |
|  |                                                                   |
|  | Lychnophorinae                                                    |
|  |                                                                   |

|  | Centratherinae |
|  |                |
|  | Lychnophorinae |
|  |                |

|  | Cyrtocymura scorpioides (Vernoniinae) |
|  |                                       |
|  | Lepidaploa opposita (Lepidaploinae)   |
|  |                                       |

|  | Stilpnopappus tomentosus (Lepidaploinae)                                          |
|  |                                                                                   |
|  | \| \| Soaresia velutina (Chrestinae) \| \| \| \| \| \| Elephantopinae \| \| \| \| |
|  |                                                                                   |
|  | Soaresia velutina (Chrestinae)                                                    |
|  |                                                                                   |
|  | Elephantopinae                                                                    |
|  |                                                                                   |

|  | Soaresia velutina (Chrestinae) |
|  |                                |
|  | Elephantopinae                 |
|  |                                |

|  | Cyrtocymura scorpioides (Vernoniinae) |
|  |                                       |
|  | Lepidaploa opposita (Lepidaploinae)   |
|  |                                       |

|  | Stilpnopappus tomentosus (Lepidaploinae)                                          |
|  |                                                                                   |
|  | \| \| Soaresia velutina (Chrestinae) \| \| \| \| \| \| Elephantopinae \| \| \| \| |
|  |                                                                                   |
|  | Soaresia velutina (Chrestinae)                                                    |
|  |                                                                                   |
|  | Elephantopinae                                                                    |
|  |                                                                                   |

|  | Soaresia velutina (Chrestinae) |
|  |                                |
|  | Elephantopinae                 |
|  |                                |

|  | \| \| Heterocypsela andersonii (Dipterocypselinae) \| \| \| \| \| \| Vernoniinae \| \| \| \| |
|  |                                                                                              |
|  | Chrestinae                                                                                   |
|  |                                                                                              |
|  | Heterocypsela andersonii (Dipterocypselinae)                                                 |
|  |                                                                                              |
|  | Vernoniinae                                                                                  |
|  |                                                                                              |

|  | Heterocypsela andersonii (Dipterocypselinae) |
|  |                                              |
|  | Vernoniinae                                  |
|  |                                              |

|  | Cyrtocymura scorpioides (Vernoniinae) |
|  |                                       |
|  | Lepidaploa opposita (Lepidaploinae)   |
|  |                                       |

|  | Stilpnopappus tomentosus (Lepidaploinae)                                          |
|  |                                                                                   |
|  | \| \| Soaresia velutina (Chrestinae) \| \| \| \| \| \| Elephantopinae \| \| \| \| |
|  |                                                                                   |
|  | Soaresia velutina (Chrestinae)                                                    |
|  |                                                                                   |
|  | Elephantopinae                                                                    |
|  |                                                                                   |

|  | Soaresia velutina (Chrestinae) |
|  |                                |
|  | Elephantopinae                 |
|  |                                |

|  | Cyrtocymura scorpioides (Vernoniinae) |
|  |                                       |
|  | Lepidaploa opposita (Lepidaploinae)   |
|  |                                       |

|  | Stilpnopappus tomentosus (Lepidaploinae)                                          |
|  |                                                                                   |
|  | \| \| Soaresia velutina (Chrestinae) \| \| \| \| \| \| Elephantopinae \| \| \| \| |
|  |                                                                                   |
|  | Soaresia velutina (Chrestinae)                                                    |
|  |                                                                                   |
|  | Elephantopinae                                                                    |
|  |                                                                                   |

|  | Soaresia velutina (Chrestinae) |
|  |                                |
|  | Elephantopinae                 |
|  |                                |

|  | \| \| Heterocypsela andersonii (Dipterocypselinae) \| \| \| \| \| \| Vernoniinae \| \| \| \| |
|  |                                                                                              |
|  | Chrestinae                                                                                   |
|  |                                                                                              |
|  | Heterocypsela andersonii (Dipterocypselinae)                                                 |
|  |                                                                                              |
|  | Vernoniinae                                                                                  |
|  |                                                                                              |

|  | Heterocypsela andersonii (Dipterocypselinae) |
|  |                                              |
|  | Vernoniinae                                  |
|  |                                              |

|  | Allocephalus gamolepis (Dipterocypselinae)                        |
|  |                                                                   |
|  | \| \| Centratherinae \| \| \| \| \| \| Lychnophorinae \| \| \| \| |
|  |                                                                   |
|  | Centratherinae                                                    |
|  |                                                                   |
|  | Lychnophorinae                                                    |
|  |                                                                   |

|  | Centratherinae |
|  |                |
|  | Lychnophorinae |
|  |                |

|  | Cyrtocymura scorpioides (Vernoniinae) |
|  |                                       |
|  | Lepidaploa opposita (Lepidaploinae)   |
|  |                                       |

|  | Stilpnopappus tomentosus (Lepidaploinae)                                          |
|  |                                                                                   |
|  | \| \| Soaresia velutina (Chrestinae) \| \| \| \| \| \| Elephantopinae \| \| \| \| |
|  |                                                                                   |
|  | Soaresia velutina (Chrestinae)                                                    |
|  |                                                                                   |
|  | Elephantopinae                                                                    |
|  |                                                                                   |

|  | Soaresia velutina (Chrestinae) |
|  |                                |
|  | Elephantopinae                 |
|  |                                |

|  | Cyrtocymura scorpioides (Vernoniinae) |
|  |                                       |
|  | Lepidaploa opposita (Lepidaploinae)   |
|  |                                       |

|  | Stilpnopappus tomentosus (Lepidaploinae)                                          |
|  |                                                                                   |
|  | \| \| Soaresia velutina (Chrestinae) \| \| \| \| \| \| Elephantopinae \| \| \| \| |
|  |                                                                                   |
|  | Soaresia velutina (Chrestinae)                                                    |
|  |                                                                                   |
|  | Elephantopinae                                                                    |
|  |                                                                                   |

|  | Soaresia velutina (Chrestinae) |
|  |                                |
|  | Elephantopinae                 |
|  |                                |

|  | \| \| Heterocypsela andersonii (Dipterocypselinae) \| \| \| \| \| \| Vernoniinae \| \| \| \| |
|  |                                                                                              |
|  | Chrestinae                                                                                   |
|  |                                                                                              |
|  | Heterocypsela andersonii (Dipterocypselinae)                                                 |
|  |                                                                                              |
|  | Vernoniinae                                                                                  |
|  |                                                                                              |

|  | Heterocypsela andersonii (Dipterocypselinae) |
|  |                                              |
|  | Vernoniinae                                  |
|  |                                              |

|  | Cyrtocymura scorpioides (Vernoniinae) |
|  |                                       |
|  | Lepidaploa opposita (Lepidaploinae)   |
|  |                                       |

|  | Stilpnopappus tomentosus (Lepidaploinae)                                          |
|  |                                                                                   |
|  | \| \| Soaresia velutina (Chrestinae) \| \| \| \| \| \| Elephantopinae \| \| \| \| |
|  |                                                                                   |
|  | Soaresia velutina (Chrestinae)                                                    |
|  |                                                                                   |
|  | Elephantopinae                                                                    |
|  |                                                                                   |

|  | Soaresia velutina (Chrestinae) |
|  |                                |
|  | Elephantopinae                 |
|  |                                |

|  | Cyrtocymura scorpioides (Vernoniinae) |
|  |                                       |
|  | Lepidaploa opposita (Lepidaploinae)   |
|  |                                       |

|  | Stilpnopappus tomentosus (Lepidaploinae)                                          |
|  |                                                                                   |
|  | \| \| Soaresia velutina (Chrestinae) \| \| \| \| \| \| Elephantopinae \| \| \| \| |
|  |                                                                                   |
|  | Soaresia velutina (Chrestinae)                                                    |
|  |                                                                                   |
|  | Elephantopinae                                                                    |
|  |                                                                                   |

|  | Soaresia velutina (Chrestinae) |
|  |                                |
|  | Elephantopinae                 |
|  |                                |

|  | \| \| Heterocypsela andersonii (Dipterocypselinae) \| \| \| \| \| \| Vernoniinae \| \| \| \| |
|  |                                                                                              |
|  | Chrestinae                                                                                   |
|  |                                                                                              |
|  | Heterocypsela andersonii (Dipterocypselinae)                                                 |
|  |                                                                                              |
|  | Vernoniinae                                                                                  |
|  |                                                                                              |

|  | Heterocypsela andersonii (Dipterocypselinae) |
|  |                                              |
|  | Vernoniinae                                  |
|  |                                              |

|  | Allocephalus gamolepis (Dipterocypselinae)                        |
|  |                                                                   |
|  | \| \| Centratherinae \| \| \| \| \| \| Lychnophorinae \| \| \| \| |
|  |                                                                   |
|  | Centratherinae                                                    |
|  |                                                                   |
|  | Lychnophorinae                                                    |
|  |                                                                   |

|  | Centratherinae |
|  |                |
|  | Lychnophorinae |
|  |                |

|  | Cyrtocymura scorpioides (Vernoniinae) |
|  |                                       |
|  | Lepidaploa opposita (Lepidaploinae)   |
|  |                                       |

|  | Stilpnopappus tomentosus (Lepidaploinae)                                          |
|  |                                                                                   |
|  | \| \| Soaresia velutina (Chrestinae) \| \| \| \| \| \| Elephantopinae \| \| \| \| |
|  |                                                                                   |
|  | Soaresia velutina (Chrestinae)                                                    |
|  |                                                                                   |
|  | Elephantopinae                                                                    |
|  |                                                                                   |

|  | Soaresia velutina (Chrestinae) |
|  |                                |
|  | Elephantopinae                 |
|  |                                |

|  | Cyrtocymura scorpioides (Vernoniinae) |
|  |                                       |
|  | Lepidaploa opposita (Lepidaploinae)   |
|  |                                       |

|  | Stilpnopappus tomentosus (Lepidaploinae)                                          |
|  |                                                                                   |
|  | \| \| Soaresia velutina (Chrestinae) \| \| \| \| \| \| Elephantopinae \| \| \| \| |
|  |                                                                                   |
|  | Soaresia velutina (Chrestinae)                                                    |
|  |                                                                                   |
|  | Elephantopinae                                                                    |
|  |                                                                                   |

|  | Soaresia velutina (Chrestinae) |
|  |                                |
|  | Elephantopinae                 |
|  |                                |

|  | \| \| Heterocypsela andersonii (Dipterocypselinae) \| \| \| \| \| \| Vernoniinae \| \| \| \| |
|  |                                                                                              |
|  | Chrestinae                                                                                   |
|  |                                                                                              |
|  | Heterocypsela andersonii (Dipterocypselinae)                                                 |
|  |                                                                                              |
|  | Vernoniinae                                                                                  |
|  |                                                                                              |

|  | Heterocypsela andersonii (Dipterocypselinae) |
|  |                                              |
|  | Vernoniinae                                  |
|  |                                              |

|  | Cyrtocymura scorpioides (Vernoniinae) |
|  |                                       |
|  | Lepidaploa opposita (Lepidaploinae)   |
|  |                                       |

|  | Stilpnopappus tomentosus (Lepidaploinae)                                          |
|  |                                                                                   |
|  | \| \| Soaresia velutina (Chrestinae) \| \| \| \| \| \| Elephantopinae \| \| \| \| |
|  |                                                                                   |
|  | Soaresia velutina (Chrestinae)                                                    |
|  |                                                                                   |
|  | Elephantopinae                                                                    |
|  |                                                                                   |

|  | Soaresia velutina (Chrestinae) |
|  |                                |
|  | Elephantopinae                 |
|  |                                |

|  | Cyrtocymura scorpioides (Vernoniinae) |
|  |                                       |
|  | Lepidaploa opposita (Lepidaploinae)   |
|  |                                       |

|  | Stilpnopappus tomentosus (Lepidaploinae)                                          |
|  |                                                                                   |
|  | \| \| Soaresia velutina (Chrestinae) \| \| \| \| \| \| Elephantopinae \| \| \| \| |
|  |                                                                                   |
|  | Soaresia velutina (Chrestinae)                                                    |
|  |                                                                                   |
|  | Elephantopinae                                                                    |
|  |                                                                                   |

|  | Soaresia velutina (Chrestinae) |
|  |                                |
|  | Elephantopinae                 |
|  |                                |

|  | \| \| Heterocypsela andersonii (Dipterocypselinae) \| \| \| \| \| \| Vernoniinae \| \| \| \| |
|  |                                                                                              |
|  | Chrestinae                                                                                   |
|  |                                                                                              |
|  | Heterocypsela andersonii (Dipterocypselinae)                                                 |
|  |                                                                                              |
|  | Vernoniinae                                                                                  |
|  |                                                                                              |

|  | Heterocypsela andersonii (Dipterocypselinae) |
|  |                                              |
|  | Vernoniinae                                  |
|  |                                              |

|  | Gymnantheminae                                            |
|  |                                                           |
|  | \| \| Erlangeinae \| \| \| \| \| \| Linziinae \| \| \| \| |
|  |                                                           |
|  | Erlangeinae                                               |
|  |                                                           |
|  | Linziinae                                                 |
|  |                                                           |

|  | Erlangeinae |
|  |             |
|  | Linziinae   |
|  |             |

|  | Allocephalus gamolepis (Dipterocypselinae)                        |
|  |                                                                   |
|  | \| \| Centratherinae \| \| \| \| \| \| Lychnophorinae \| \| \| \| |
|  |                                                                   |
|  | Centratherinae                                                    |
|  |                                                                   |
|  | Lychnophorinae                                                    |
|  |                                                                   |

|  | Centratherinae |
|  |                |
|  | Lychnophorinae |
|  |                |

|  | Cyrtocymura scorpioides (Vernoniinae) |
|  |                                       |
|  | Lepidaploa opposita (Lepidaploinae)   |
|  |                                       |

|  | Stilpnopappus tomentosus (Lepidaploinae)                                          |
|  |                                                                                   |
|  | \| \| Soaresia velutina (Chrestinae) \| \| \| \| \| \| Elephantopinae \| \| \| \| |
|  |                                                                                   |
|  | Soaresia velutina (Chrestinae)                                                    |
|  |                                                                                   |
|  | Elephantopinae                                                                    |
|  |                                                                                   |

|  | Soaresia velutina (Chrestinae) |
|  |                                |
|  | Elephantopinae                 |
|  |                                |

|  | Cyrtocymura scorpioides (Vernoniinae) |
|  |                                       |
|  | Lepidaploa opposita (Lepidaploinae)   |
|  |                                       |

|  | Stilpnopappus tomentosus (Lepidaploinae)                                          |
|  |                                                                                   |
|  | \| \| Soaresia velutina (Chrestinae) \| \| \| \| \| \| Elephantopinae \| \| \| \| |
|  |                                                                                   |
|  | Soaresia velutina (Chrestinae)                                                    |
|  |                                                                                   |
|  | Elephantopinae                                                                    |
|  |                                                                                   |

|  | Soaresia velutina (Chrestinae) |
|  |                                |
|  | Elephantopinae                 |
|  |                                |

|  | \| \| Heterocypsela andersonii (Dipterocypselinae) \| \| \| \| \| \| Vernoniinae \| \| \| \| |
|  |                                                                                              |
|  | Chrestinae                                                                                   |
|  |                                                                                              |
|  | Heterocypsela andersonii (Dipterocypselinae)                                                 |
|  |                                                                                              |
|  | Vernoniinae                                                                                  |
|  |                                                                                              |

|  | Heterocypsela andersonii (Dipterocypselinae) |
|  |                                              |
|  | Vernoniinae                                  |
|  |                                              |

|  | Cyrtocymura scorpioides (Vernoniinae) |
|  |                                       |
|  | Lepidaploa opposita (Lepidaploinae)   |
|  |                                       |

|  | Stilpnopappus tomentosus (Lepidaploinae)                                          |
|  |                                                                                   |
|  | \| \| Soaresia velutina (Chrestinae) \| \| \| \| \| \| Elephantopinae \| \| \| \| |
|  |                                                                                   |
|  | Soaresia velutina (Chrestinae)                                                    |
|  |                                                                                   |
|  | Elephantopinae                                                                    |
|  |                                                                                   |

|  | Soaresia velutina (Chrestinae) |
|  |                                |
|  | Elephantopinae                 |
|  |                                |

|  | Cyrtocymura scorpioides (Vernoniinae) |
|  |                                       |
|  | Lepidaploa opposita (Lepidaploinae)   |
|  |                                       |

|  | Stilpnopappus tomentosus (Lepidaploinae)                                          |
|  |                                                                                   |
|  | \| \| Soaresia velutina (Chrestinae) \| \| \| \| \| \| Elephantopinae \| \| \| \| |
|  |                                                                                   |
|  | Soaresia velutina (Chrestinae)                                                    |
|  |                                                                                   |
|  | Elephantopinae                                                                    |
|  |                                                                                   |

|  | Soaresia velutina (Chrestinae) |
|  |                                |
|  | Elephantopinae                 |
|  |                                |

|  | \| \| Heterocypsela andersonii (Dipterocypselinae) \| \| \| \| \| \| Vernoniinae \| \| \| \| |
|  |                                                                                              |
|  | Chrestinae                                                                                   |
|  |                                                                                              |
|  | Heterocypsela andersonii (Dipterocypselinae)                                                 |
|  |                                                                                              |
|  | Vernoniinae                                                                                  |
|  |                                                                                              |

|  | Heterocypsela andersonii (Dipterocypselinae) |
|  |                                              |
|  | Vernoniinae                                  |
|  |                                              |

|  | Allocephalus gamolepis (Dipterocypselinae)                        |
|  |                                                                   |
|  | \| \| Centratherinae \| \| \| \| \| \| Lychnophorinae \| \| \| \| |
|  |                                                                   |
|  | Centratherinae                                                    |
|  |                                                                   |
|  | Lychnophorinae                                                    |
|  |                                                                   |

|  | Centratherinae |
|  |                |
|  | Lychnophorinae |
|  |                |

|  | Cyrtocymura scorpioides (Vernoniinae) |
|  |                                       |
|  | Lepidaploa opposita (Lepidaploinae)   |
|  |                                       |

|  | Stilpnopappus tomentosus (Lepidaploinae)                                          |
|  |                                                                                   |
|  | \| \| Soaresia velutina (Chrestinae) \| \| \| \| \| \| Elephantopinae \| \| \| \| |
|  |                                                                                   |
|  | Soaresia velutina (Chrestinae)                                                    |
|  |                                                                                   |
|  | Elephantopinae                                                                    |
|  |                                                                                   |

|  | Soaresia velutina (Chrestinae) |
|  |                                |
|  | Elephantopinae                 |
|  |                                |

|  | Cyrtocymura scorpioides (Vernoniinae) |
|  |                                       |
|  | Lepidaploa opposita (Lepidaploinae)   |
|  |                                       |

|  | Stilpnopappus tomentosus (Lepidaploinae)                                          |
|  |                                                                                   |
|  | \| \| Soaresia velutina (Chrestinae) \| \| \| \| \| \| Elephantopinae \| \| \| \| |
|  |                                                                                   |
|  | Soaresia velutina (Chrestinae)                                                    |
|  |                                                                                   |
|  | Elephantopinae                                                                    |
|  |                                                                                   |

|  | Soaresia velutina (Chrestinae) |
|  |                                |
|  | Elephantopinae                 |
|  |                                |

|  | \| \| Heterocypsela andersonii (Dipterocypselinae) \| \| \| \| \| \| Vernoniinae \| \| \| \| |
|  |                                                                                              |
|  | Chrestinae                                                                                   |
|  |                                                                                              |
|  | Heterocypsela andersonii (Dipterocypselinae)                                                 |
|  |                                                                                              |
|  | Vernoniinae                                                                                  |
|  |                                                                                              |

|  | Heterocypsela andersonii (Dipterocypselinae) |
|  |                                              |
|  | Vernoniinae                                  |
|  |                                              |

|  | Cyrtocymura scorpioides (Vernoniinae) |
|  |                                       |
|  | Lepidaploa opposita (Lepidaploinae)   |
|  |                                       |

|  | Stilpnopappus tomentosus (Lepidaploinae)                                          |
|  |                                                                                   |
|  | \| \| Soaresia velutina (Chrestinae) \| \| \| \| \| \| Elephantopinae \| \| \| \| |
|  |                                                                                   |
|  | Soaresia velutina (Chrestinae)                                                    |
|  |                                                                                   |
|  | Elephantopinae                                                                    |
|  |                                                                                   |

|  | Soaresia velutina (Chrestinae) |
|  |                                |
|  | Elephantopinae                 |
|  |                                |

|  | Cyrtocymura scorpioides (Vernoniinae) |
|  |                                       |
|  | Lepidaploa opposita (Lepidaploinae)   |
|  |                                       |

|  | Stilpnopappus tomentosus (Lepidaploinae)                                          |
|  |                                                                                   |
|  | \| \| Soaresia velutina (Chrestinae) \| \| \| \| \| \| Elephantopinae \| \| \| \| |
|  |                                                                                   |
|  | Soaresia velutina (Chrestinae)                                                    |
|  |                                                                                   |
|  | Elephantopinae                                                                    |
|  |                                                                                   |

|  | Soaresia velutina (Chrestinae) |
|  |                                |
|  | Elephantopinae                 |
|  |                                |

|  | \| \| Heterocypsela andersonii (Dipterocypselinae) \| \| \| \| \| \| Vernoniinae \| \| \| \| |
|  |                                                                                              |
|  | Chrestinae                                                                                   |
|  |                                                                                              |
|  | Heterocypsela andersonii (Dipterocypselinae)                                                 |
|  |                                                                                              |
|  | Vernoniinae                                                                                  |
|  |                                                                                              |

|  | Heterocypsela andersonii (Dipterocypselinae) |
|  |                                              |
|  | Vernoniinae                                  |
|  |                                              |

|  | Allocephalus gamolepis (Dipterocypselinae)                        |
|  |                                                                   |
|  | \| \| Centratherinae \| \| \| \| \| \| Lychnophorinae \| \| \| \| |
|  |                                                                   |
|  | Centratherinae                                                    |
|  |                                                                   |
|  | Lychnophorinae                                                    |
|  |                                                                   |

|  | Centratherinae |
|  |                |
|  | Lychnophorinae |
|  |                |

|  | Cyrtocymura scorpioides (Vernoniinae) |
|  |                                       |
|  | Lepidaploa opposita (Lepidaploinae)   |
|  |                                       |

|  | Stilpnopappus tomentosus (Lepidaploinae)                                          |
|  |                                                                                   |
|  | \| \| Soaresia velutina (Chrestinae) \| \| \| \| \| \| Elephantopinae \| \| \| \| |
|  |                                                                                   |
|  | Soaresia velutina (Chrestinae)                                                    |
|  |                                                                                   |
|  | Elephantopinae                                                                    |
|  |                                                                                   |

|  | Soaresia velutina (Chrestinae) |
|  |                                |
|  | Elephantopinae                 |
|  |                                |

|  | Cyrtocymura scorpioides (Vernoniinae) |
|  |                                       |
|  | Lepidaploa opposita (Lepidaploinae)   |
|  |                                       |

|  | Stilpnopappus tomentosus (Lepidaploinae)                                          |
|  |                                                                                   |
|  | \| \| Soaresia velutina (Chrestinae) \| \| \| \| \| \| Elephantopinae \| \| \| \| |
|  |                                                                                   |
|  | Soaresia velutina (Chrestinae)                                                    |
|  |                                                                                   |
|  | Elephantopinae                                                                    |
|  |                                                                                   |

|  | Soaresia velutina (Chrestinae) |
|  |                                |
|  | Elephantopinae                 |
|  |                                |

|  | \| \| Heterocypsela andersonii (Dipterocypselinae) \| \| \| \| \| \| Vernoniinae \| \| \| \| |
|  |                                                                                              |
|  | Chrestinae                                                                                   |
|  |                                                                                              |
|  | Heterocypsela andersonii (Dipterocypselinae)                                                 |
|  |                                                                                              |
|  | Vernoniinae                                                                                  |
|  |                                                                                              |

|  | Heterocypsela andersonii (Dipterocypselinae) |
|  |                                              |
|  | Vernoniinae                                  |
|  |                                              |

|  | Cyrtocymura scorpioides (Vernoniinae) |
|  |                                       |
|  | Lepidaploa opposita (Lepidaploinae)   |
|  |                                       |

|  | Stilpnopappus tomentosus (Lepidaploinae)                                          |
|  |                                                                                   |
|  | \| \| Soaresia velutina (Chrestinae) \| \| \| \| \| \| Elephantopinae \| \| \| \| |
|  |                                                                                   |
|  | Soaresia velutina (Chrestinae)                                                    |
|  |                                                                                   |
|  | Elephantopinae                                                                    |
|  |                                                                                   |

|  | Soaresia velutina (Chrestinae) |
|  |                                |
|  | Elephantopinae                 |
|  |                                |

|  | Cyrtocymura scorpioides (Vernoniinae) |
|  |                                       |
|  | Lepidaploa opposita (Lepidaploinae)   |
|  |                                       |

|  | Stilpnopappus tomentosus (Lepidaploinae)                                          |
|  |                                                                                   |
|  | \| \| Soaresia velutina (Chrestinae) \| \| \| \| \| \| Elephantopinae \| \| \| \| |
|  |                                                                                   |
|  | Soaresia velutina (Chrestinae)                                                    |
|  |                                                                                   |
|  | Elephantopinae                                                                    |
|  |                                                                                   |

|  | Soaresia velutina (Chrestinae) |
|  |                                |
|  | Elephantopinae                 |
|  |                                |

|  | \| \| Heterocypsela andersonii (Dipterocypselinae) \| \| \| \| \| \| Vernoniinae \| \| \| \| |
|  |                                                                                              |
|  | Chrestinae                                                                                   |
|  |                                                                                              |
|  | Heterocypsela andersonii (Dipterocypselinae)                                                 |
|  |                                                                                              |
|  | Vernoniinae                                                                                  |
|  |                                                                                              |

|  | Heterocypsela andersonii (Dipterocypselinae) |
|  |                                              |
|  | Vernoniinae                                  |
|  |                                              |

|  | Allocephalus gamolepis (Dipterocypselinae)                        |
|  |                                                                   |
|  | \| \| Centratherinae \| \| \| \| \| \| Lychnophorinae \| \| \| \| |
|  |                                                                   |
|  | Centratherinae                                                    |
|  |                                                                   |
|  | Lychnophorinae                                                    |
|  |                                                                   |

|  | Centratherinae |
|  |                |
|  | Lychnophorinae |
|  |                |

|  | Cyrtocymura scorpioides (Vernoniinae) |
|  |                                       |
|  | Lepidaploa opposita (Lepidaploinae)   |
|  |                                       |

|  | Stilpnopappus tomentosus (Lepidaploinae)                                          |
|  |                                                                                   |
|  | \| \| Soaresia velutina (Chrestinae) \| \| \| \| \| \| Elephantopinae \| \| \| \| |
|  |                                                                                   |
|  | Soaresia velutina (Chrestinae)                                                    |
|  |                                                                                   |
|  | Elephantopinae                                                                    |
|  |                                                                                   |

|  | Soaresia velutina (Chrestinae) |
|  |                                |
|  | Elephantopinae                 |
|  |                                |

|  | Cyrtocymura scorpioides (Vernoniinae) |
|  |                                       |
|  | Lepidaploa opposita (Lepidaploinae)   |
|  |                                       |

|  | Stilpnopappus tomentosus (Lepidaploinae)                                          |
|  |                                                                                   |
|  | \| \| Soaresia velutina (Chrestinae) \| \| \| \| \| \| Elephantopinae \| \| \| \| |
|  |                                                                                   |
|  | Soaresia velutina (Chrestinae)                                                    |
|  |                                                                                   |
|  | Elephantopinae                                                                    |
|  |                                                                                   |

|  | Soaresia velutina (Chrestinae) |
|  |                                |
|  | Elephantopinae                 |
|  |                                |

|  | \| \| Heterocypsela andersonii (Dipterocypselinae) \| \| \| \| \| \| Vernoniinae \| \| \| \| |
|  |                                                                                              |
|  | Chrestinae                                                                                   |
|  |                                                                                              |
|  | Heterocypsela andersonii (Dipterocypselinae)                                                 |
|  |                                                                                              |
|  | Vernoniinae                                                                                  |
|  |                                                                                              |

|  | Heterocypsela andersonii (Dipterocypselinae) |
|  |                                              |
|  | Vernoniinae                                  |
|  |                                              |

|  | Cyrtocymura scorpioides (Vernoniinae) |
|  |                                       |
|  | Lepidaploa opposita (Lepidaploinae)   |
|  |                                       |

|  | Stilpnopappus tomentosus (Lepidaploinae)                                          |
|  |                                                                                   |
|  | \| \| Soaresia velutina (Chrestinae) \| \| \| \| \| \| Elephantopinae \| \| \| \| |
|  |                                                                                   |
|  | Soaresia velutina (Chrestinae)                                                    |
|  |                                                                                   |
|  | Elephantopinae                                                                    |
|  |                                                                                   |

|  | Soaresia velutina (Chrestinae) |
|  |                                |
|  | Elephantopinae                 |
|  |                                |

|  | Cyrtocymura scorpioides (Vernoniinae) |
|  |                                       |
|  | Lepidaploa opposita (Lepidaploinae)   |
|  |                                       |

|  | Stilpnopappus tomentosus (Lepidaploinae)                                          |
|  |                                                                                   |
|  | \| \| Soaresia velutina (Chrestinae) \| \| \| \| \| \| Elephantopinae \| \| \| \| |
|  |                                                                                   |
|  | Soaresia velutina (Chrestinae)                                                    |
|  |                                                                                   |
|  | Elephantopinae                                                                    |
|  |                                                                                   |

|  | Soaresia velutina (Chrestinae) |
|  |                                |
|  | Elephantopinae                 |
|  |                                |

|  | \| \| Heterocypsela andersonii (Dipterocypselinae) \| \| \| \| \| \| Vernoniinae \| \| \| \| |
|  |                                                                                              |
|  | Chrestinae                                                                                   |
|  |                                                                                              |
|  | Heterocypsela andersonii (Dipterocypselinae)                                                 |
|  |                                                                                              |
|  | Vernoniinae                                                                                  |
|  |                                                                                              |

|  | Heterocypsela andersonii (Dipterocypselinae) |
|  |                                              |
|  | Vernoniinae                                  |
|  |                                              |

|  | Allocephalus gamolepis (Dipterocypselinae)                        |
|  |                                                                   |
|  | \| \| Centratherinae \| \| \| \| \| \| Lychnophorinae \| \| \| \| |
|  |                                                                   |
|  | Centratherinae                                                    |
|  |                                                                   |
|  | Lychnophorinae                                                    |
|  |                                                                   |

|  | Centratherinae |
|  |                |
|  | Lychnophorinae |
|  |                |

|  | Cyrtocymura scorpioides (Vernoniinae) |
|  |                                       |
|  | Lepidaploa opposita (Lepidaploinae)   |
|  |                                       |

|  | Stilpnopappus tomentosus (Lepidaploinae)                                          |
|  |                                                                                   |
|  | \| \| Soaresia velutina (Chrestinae) \| \| \| \| \| \| Elephantopinae \| \| \| \| |
|  |                                                                                   |
|  | Soaresia velutina (Chrestinae)                                                    |
|  |                                                                                   |
|  | Elephantopinae                                                                    |
|  |                                                                                   |

|  | Soaresia velutina (Chrestinae) |
|  |                                |
|  | Elephantopinae                 |
|  |                                |

|  | Cyrtocymura scorpioides (Vernoniinae) |
|  |                                       |
|  | Lepidaploa opposita (Lepidaploinae)   |
|  |                                       |

|  | Stilpnopappus tomentosus (Lepidaploinae)                                          |
|  |                                                                                   |
|  | \| \| Soaresia velutina (Chrestinae) \| \| \| \| \| \| Elephantopinae \| \| \| \| |
|  |                                                                                   |
|  | Soaresia velutina (Chrestinae)                                                    |
|  |                                                                                   |
|  | Elephantopinae                                                                    |
|  |                                                                                   |

|  | Soaresia velutina (Chrestinae) |
|  |                                |
|  | Elephantopinae                 |
|  |                                |

|  | \| \| Heterocypsela andersonii (Dipterocypselinae) \| \| \| \| \| \| Vernoniinae \| \| \| \| |
|  |                                                                                              |
|  | Chrestinae                                                                                   |
|  |                                                                                              |
|  | Heterocypsela andersonii (Dipterocypselinae)                                                 |
|  |                                                                                              |
|  | Vernoniinae                                                                                  |
|  |                                                                                              |

|  | Heterocypsela andersonii (Dipterocypselinae) |
|  |                                              |
|  | Vernoniinae                                  |
|  |                                              |

|  | Cyrtocymura scorpioides (Vernoniinae) |
|  |                                       |
|  | Lepidaploa opposita (Lepidaploinae)   |
|  |                                       |

|  | Stilpnopappus tomentosus (Lepidaploinae)                                          |
|  |                                                                                   |
|  | \| \| Soaresia velutina (Chrestinae) \| \| \| \| \| \| Elephantopinae \| \| \| \| |
|  |                                                                                   |
|  | Soaresia velutina (Chrestinae)                                                    |
|  |                                                                                   |
|  | Elephantopinae                                                                    |
|  |                                                                                   |

|  | Soaresia velutina (Chrestinae) |
|  |                                |
|  | Elephantopinae                 |
|  |                                |

|  | Cyrtocymura scorpioides (Vernoniinae) |
|  |                                       |
|  | Lepidaploa opposita (Lepidaploinae)   |
|  |                                       |

|  | Stilpnopappus tomentosus (Lepidaploinae)                                          |
|  |                                                                                   |
|  | \| \| Soaresia velutina (Chrestinae) \| \| \| \| \| \| Elephantopinae \| \| \| \| |
|  |                                                                                   |
|  | Soaresia velutina (Chrestinae)                                                    |
|  |                                                                                   |
|  | Elephantopinae                                                                    |
|  |                                                                                   |

|  | Soaresia velutina (Chrestinae) |
|  |                                |
|  | Elephantopinae                 |
|  |                                |

|  | \| \| Heterocypsela andersonii (Dipterocypselinae) \| \| \| \| \| \| Vernoniinae \| \| \| \| |
|  |                                                                                              |
|  | Chrestinae                                                                                   |
|  |                                                                                              |
|  | Heterocypsela andersonii (Dipterocypselinae)                                                 |
|  |                                                                                              |
|  | Vernoniinae                                                                                  |
|  |                                                                                              |

|  | Heterocypsela andersonii (Dipterocypselinae) |
|  |                                              |
|  | Vernoniinae                                  |
|  |                                              |

|  | Allocephalus gamolepis (Dipterocypselinae)                        |
|  |                                                                   |
|  | \| \| Centratherinae \| \| \| \| \| \| Lychnophorinae \| \| \| \| |
|  |                                                                   |
|  | Centratherinae                                                    |
|  |                                                                   |
|  | Lychnophorinae                                                    |
|  |                                                                   |

|  | Centratherinae |
|  |                |
|  | Lychnophorinae |
|  |                |

|  | Cyrtocymura scorpioides (Vernoniinae) |
|  |                                       |
|  | Lepidaploa opposita (Lepidaploinae)   |
|  |                                       |

|  | Stilpnopappus tomentosus (Lepidaploinae)                                          |
|  |                                                                                   |
|  | \| \| Soaresia velutina (Chrestinae) \| \| \| \| \| \| Elephantopinae \| \| \| \| |
|  |                                                                                   |
|  | Soaresia velutina (Chrestinae)                                                    |
|  |                                                                                   |
|  | Elephantopinae                                                                    |
|  |                                                                                   |

|  | Soaresia velutina (Chrestinae) |
|  |                                |
|  | Elephantopinae                 |
|  |                                |

|  | Cyrtocymura scorpioides (Vernoniinae) |
|  |                                       |
|  | Lepidaploa opposita (Lepidaploinae)   |
|  |                                       |

|  | Stilpnopappus tomentosus (Lepidaploinae)                                          |
|  |                                                                                   |
|  | \| \| Soaresia velutina (Chrestinae) \| \| \| \| \| \| Elephantopinae \| \| \| \| |
|  |                                                                                   |
|  | Soaresia velutina (Chrestinae)                                                    |
|  |                                                                                   |
|  | Elephantopinae                                                                    |
|  |                                                                                   |

|  | Soaresia velutina (Chrestinae) |
|  |                                |
|  | Elephantopinae                 |
|  |                                |

|  | \| \| Heterocypsela andersonii (Dipterocypselinae) \| \| \| \| \| \| Vernoniinae \| \| \| \| |
|  |                                                                                              |
|  | Chrestinae                                                                                   |
|  |                                                                                              |
|  | Heterocypsela andersonii (Dipterocypselinae)                                                 |
|  |                                                                                              |
|  | Vernoniinae                                                                                  |
|  |                                                                                              |

|  | Heterocypsela andersonii (Dipterocypselinae) |
|  |                                              |
|  | Vernoniinae                                  |
|  |                                              |

|  | Cyrtocymura scorpioides (Vernoniinae) |
|  |                                       |
|  | Lepidaploa opposita (Lepidaploinae)   |
|  |                                       |

|  | Stilpnopappus tomentosus (Lepidaploinae)                                          |
|  |                                                                                   |
|  | \| \| Soaresia velutina (Chrestinae) \| \| \| \| \| \| Elephantopinae \| \| \| \| |
|  |                                                                                   |
|  | Soaresia velutina (Chrestinae)                                                    |
|  |                                                                                   |
|  | Elephantopinae                                                                    |
|  |                                                                                   |

|  | Soaresia velutina (Chrestinae) |
|  |                                |
|  | Elephantopinae                 |
|  |                                |

|  | Cyrtocymura scorpioides (Vernoniinae) |
|  |                                       |
|  | Lepidaploa opposita (Lepidaploinae)   |
|  |                                       |

|  | Stilpnopappus tomentosus (Lepidaploinae)                                          |
|  |                                                                                   |
|  | \| \| Soaresia velutina (Chrestinae) \| \| \| \| \| \| Elephantopinae \| \| \| \| |
|  |                                                                                   |
|  | Soaresia velutina (Chrestinae)                                                    |
|  |                                                                                   |
|  | Elephantopinae                                                                    |
|  |                                                                                   |

|  | Soaresia velutina (Chrestinae) |
|  |                                |
|  | Elephantopinae                 |
|  |                                |

|  | \| \| Heterocypsela andersonii (Dipterocypselinae) \| \| \| \| \| \| Vernoniinae \| \| \| \| |
|  |                                                                                              |
|  | Chrestinae                                                                                   |
|  |                                                                                              |
|  | Heterocypsela andersonii (Dipterocypselinae)                                                 |
|  |                                                                                              |
|  | Vernoniinae                                                                                  |
|  |                                                                                              |

|  | Heterocypsela andersonii (Dipterocypselinae) |
|  |                                              |
|  | Vernoniinae                                  |
|  |                                              |

|  | Allocephalus gamolepis (Dipterocypselinae)                        |
|  |                                                                   |
|  | \| \| Centratherinae \| \| \| \| \| \| Lychnophorinae \| \| \| \| |
|  |                                                                   |
|  | Centratherinae                                                    |
|  |                                                                   |
|  | Lychnophorinae                                                    |
|  |                                                                   |

|  | Centratherinae |
|  |                |
|  | Lychnophorinae |
|  |                |

|  | Cyrtocymura scorpioides (Vernoniinae) |
|  |                                       |
|  | Lepidaploa opposita (Lepidaploinae)   |
|  |                                       |

|  | Stilpnopappus tomentosus (Lepidaploinae)                                          |
|  |                                                                                   |
|  | \| \| Soaresia velutina (Chrestinae) \| \| \| \| \| \| Elephantopinae \| \| \| \| |
|  |                                                                                   |
|  | Soaresia velutina (Chrestinae)                                                    |
|  |                                                                                   |
|  | Elephantopinae                                                                    |
|  |                                                                                   |

|  | Soaresia velutina (Chrestinae) |
|  |                                |
|  | Elephantopinae                 |
|  |                                |

|  | Cyrtocymura scorpioides (Vernoniinae) |
|  |                                       |
|  | Lepidaploa opposita (Lepidaploinae)   |
|  |                                       |

|  | Stilpnopappus tomentosus (Lepidaploinae)                                          |
|  |                                                                                   |
|  | \| \| Soaresia velutina (Chrestinae) \| \| \| \| \| \| Elephantopinae \| \| \| \| |
|  |                                                                                   |
|  | Soaresia velutina (Chrestinae)                                                    |
|  |                                                                                   |
|  | Elephantopinae                                                                    |
|  |                                                                                   |

|  | Soaresia velutina (Chrestinae) |
|  |                                |
|  | Elephantopinae                 |
|  |                                |

|  | \| \| Heterocypsela andersonii (Dipterocypselinae) \| \| \| \| \| \| Vernoniinae \| \| \| \| |
|  |                                                                                              |
|  | Chrestinae                                                                                   |
|  |                                                                                              |
|  | Heterocypsela andersonii (Dipterocypselinae)                                                 |
|  |                                                                                              |
|  | Vernoniinae                                                                                  |
|  |                                                                                              |

|  | Heterocypsela andersonii (Dipterocypselinae) |
|  |                                              |
|  | Vernoniinae                                  |
|  |                                              |

|  | Cyrtocymura scorpioides (Vernoniinae) |
|  |                                       |
|  | Lepidaploa opposita (Lepidaploinae)   |
|  |                                       |

|  | Stilpnopappus tomentosus (Lepidaploinae)                                          |
|  |                                                                                   |
|  | \| \| Soaresia velutina (Chrestinae) \| \| \| \| \| \| Elephantopinae \| \| \| \| |
|  |                                                                                   |
|  | Soaresia velutina (Chrestinae)                                                    |
|  |                                                                                   |
|  | Elephantopinae                                                                    |
|  |                                                                                   |

|  | Soaresia velutina (Chrestinae) |
|  |                                |
|  | Elephantopinae                 |
|  |                                |

|  | Cyrtocymura scorpioides (Vernoniinae) |
|  |                                       |
|  | Lepidaploa opposita (Lepidaploinae)   |
|  |                                       |

|  | Stilpnopappus tomentosus (Lepidaploinae)                                          |
|  |                                                                                   |
|  | \| \| Soaresia velutina (Chrestinae) \| \| \| \| \| \| Elephantopinae \| \| \| \| |
|  |                                                                                   |
|  | Soaresia velutina (Chrestinae)                                                    |
|  |                                                                                   |
|  | Elephantopinae                                                                    |
|  |                                                                                   |

|  | Soaresia velutina (Chrestinae) |
|  |                                |
|  | Elephantopinae                 |
|  |                                |

|  | \| \| Heterocypsela andersonii (Dipterocypselinae) \| \| \| \| \| \| Vernoniinae \| \| \| \| |
|  |                                                                                              |
|  | Chrestinae                                                                                   |
|  |                                                                                              |
|  | Heterocypsela andersonii (Dipterocypselinae)                                                 |
|  |                                                                                              |
|  | Vernoniinae                                                                                  |
|  |                                                                                              |

|  | Heterocypsela andersonii (Dipterocypselinae) |
|  |                                              |
|  | Vernoniinae                                  |
|  |                                              |

|  | Allocephalus gamolepis (Dipterocypselinae)                        |
|  |                                                                   |
|  | \| \| Centratherinae \| \| \| \| \| \| Lychnophorinae \| \| \| \| |
|  |                                                                   |
|  | Centratherinae                                                    |
|  |                                                                   |
|  | Lychnophorinae                                                    |
|  |                                                                   |

|  | Centratherinae |
|  |                |
|  | Lychnophorinae |
|  |                |

|  | Cyrtocymura scorpioides (Vernoniinae) |
|  |                                       |
|  | Lepidaploa opposita (Lepidaploinae)   |
|  |                                       |

|  | Stilpnopappus tomentosus (Lepidaploinae)                                          |
|  |                                                                                   |
|  | \| \| Soaresia velutina (Chrestinae) \| \| \| \| \| \| Elephantopinae \| \| \| \| |
|  |                                                                                   |
|  | Soaresia velutina (Chrestinae)                                                    |
|  |                                                                                   |
|  | Elephantopinae                                                                    |
|  |                                                                                   |

|  | Soaresia velutina (Chrestinae) |
|  |                                |
|  | Elephantopinae                 |
|  |                                |

|  | Cyrtocymura scorpioides (Vernoniinae) |
|  |                                       |
|  | Lepidaploa opposita (Lepidaploinae)   |
|  |                                       |

|  | Stilpnopappus tomentosus (Lepidaploinae)                                          |
|  |                                                                                   |
|  | \| \| Soaresia velutina (Chrestinae) \| \| \| \| \| \| Elephantopinae \| \| \| \| |
|  |                                                                                   |
|  | Soaresia velutina (Chrestinae)                                                    |
|  |                                                                                   |
|  | Elephantopinae                                                                    |
|  |                                                                                   |

|  | Soaresia velutina (Chrestinae) |
|  |                                |
|  | Elephantopinae                 |
|  |                                |

|  | \| \| Heterocypsela andersonii (Dipterocypselinae) \| \| \| \| \| \| Vernoniinae \| \| \| \| |
|  |                                                                                              |
|  | Chrestinae                                                                                   |
|  |                                                                                              |
|  | Heterocypsela andersonii (Dipterocypselinae)                                                 |
|  |                                                                                              |
|  | Vernoniinae                                                                                  |
|  |                                                                                              |

|  | Heterocypsela andersonii (Dipterocypselinae) |
|  |                                              |
|  | Vernoniinae                                  |
|  |                                              |

|  | Cyrtocymura scorpioides (Vernoniinae) |
|  |                                       |
|  | Lepidaploa opposita (Lepidaploinae)   |
|  |                                       |

|  | Stilpnopappus tomentosus (Lepidaploinae)                                          |
|  |                                                                                   |
|  | \| \| Soaresia velutina (Chrestinae) \| \| \| \| \| \| Elephantopinae \| \| \| \| |
|  |                                                                                   |
|  | Soaresia velutina (Chrestinae)                                                    |
|  |                                                                                   |
|  | Elephantopinae                                                                    |
|  |                                                                                   |

|  | Soaresia velutina (Chrestinae) |
|  |                                |
|  | Elephantopinae                 |
|  |                                |

|  | Cyrtocymura scorpioides (Vernoniinae) |
|  |                                       |
|  | Lepidaploa opposita (Lepidaploinae)   |
|  |                                       |

|  | Stilpnopappus tomentosus (Lepidaploinae)                                          |
|  |                                                                                   |
|  | \| \| Soaresia velutina (Chrestinae) \| \| \| \| \| \| Elephantopinae \| \| \| \| |
|  |                                                                                   |
|  | Soaresia velutina (Chrestinae)                                                    |
|  |                                                                                   |
|  | Elephantopinae                                                                    |
|  |                                                                                   |

|  | Soaresia velutina (Chrestinae) |
|  |                                |
|  | Elephantopinae                 |
|  |                                |

|  | \| \| Heterocypsela andersonii (Dipterocypselinae) \| \| \| \| \| \| Vernoniinae \| \| \| \| |
|  |                                                                                              |
|  | Chrestinae                                                                                   |
|  |                                                                                              |
|  | Heterocypsela andersonii (Dipterocypselinae)                                                 |
|  |                                                                                              |
|  | Vernoniinae                                                                                  |
|  |                                                                                              |

|  | Heterocypsela andersonii (Dipterocypselinae) |
|  |                                              |
|  | Vernoniinae                                  |
|  |                                              |

I caratteri più importanti della tribù sono:
- il portamento in maggioranza è erbaceo (sono comunque presenti altri habitus);
- le foglie sono alternate (raramente opposte);
- i capolini, omogami e discoidi, sono sia distinti che aggregati;
- il ricettacolo talvolta ha delle scaglie spiniformi;
- le corolle in genere non sono gialle ma porpora o tonalità vicine;
- lo stilo è slanciato e nella parte superiore ha dei peli a spazzola;
- gli stigmi hanno la superficie stigmatica interna.

### Elenco delle sottotribù
La tribù Vernonieae comprende 19 sottotribù, 132 generi e 1.592 specie.
| Sottotribù                                            | Generi                                 | Specie                                                 | Numero cromosomico               | Distribuzione | Caratteri principali |                            |
| ----------------------------------------------------- | -------------------------------------- | ------------------------------------------------------ | -------------------------------- | --- | --- | -------------------------- |
| Centrapalinae H. Rob., 1999                           | 16                                     | 104                                                    | 2n = 18 e 20                     | Queste piante sono distribuite soprattutto in Africa tropicale. | Il portamento delle specie di questo gruppo è erbaceo perenne o subarbustivo. - La pubescenza degli steli è fatta di peli semplici o irregolarmente da peli a forma di "T". - Le appendici delle antere talvolta hanno delle pareti cellulari ispessite. - Gli acheni possono avere fino a 10 coste. | Acilepis saligna           |
| Centratherinae H. Rob., R. M. King & F. Bohlmann 1980 | 1                                      | 3                                                      | 2n=18 e 32                       | La distribuzione di queste specie è relativa all'America tropicale; mentre è di recente l'introduzione di queste piante in Australia e Filippine. | Le foglie sono intere (non pennate). - I capolini sono sottesi alla base da alcune brattee fogliose e patenti. | Centratherum punctatum     |
| Chrestinae H. Rob., 1999                              | 2                                      | 19                                                     |                                  | La distribuzione di questa sottotribù è limitata principalmente al Brasile orientale con un habitat tipicamente tropicale. | Le infiorescenze si presentano in modo strettamente spicato con un tipo di maturazione fortemente acropetala. - Il polline normalmente non è "lophato" (con rilevi e avvallamenti).- I rafidi spesso sono allungati.                                                                                 | Chresta sphaerocephala     |
| Dipterocypselinae S. C. Keeley & H. Rob., 2009        | 4                                      | 5                                                      |                                  | Le specie di questa sottotribù sono distribuite tra la Colombia e il Brasile (a parte una in Tanzania) e prediligono un habitat di tipo tropicale. | Il portamento è erbaceo. - Gli acheni di alcune specie sono dimorfi e alati. |                            |
| Elephantopinae Less., (1830)                          | 4                                      | 26                                                     | 2n= 22 e 26                      | Il gruppo delle Elephantopinae è pantropicale (America centrale e America del sud), ma alcune specie si spingono fino alle aree temperate degli Stati Uniti; due generi sono presenti anche in Africa (Elephantopus, Pseudelephantopus). Alcune specie di questi due generi sono presenti anche in Asia (India).                              | Le infiorescenze si presentano composite. - Le corolle sono liguliformi (fortemente zigomorfe) con profonde insenature. | Elephantopus tomentosus    |
| Erlangeinae H. Rob., 1999                             | 26                                     | 188                                                    | 2n = 18, 20, 36 o 40             | La maggior parte dei generi sono relativi al “Vecchio mondo”, in particolare al continente africano. | Il pappo è formato da una singola serie, oppure ha delle scaglie rudimentali. - Gli acheni hanno dei rafidi allungati. | Pseudopegolettia tenella   |
| Gymnantheminae H. Rob., 1999                          | 10                                     | 81                                                     | 2n = 18, 20, 30, 40 o 60         | La distribuzione di questa sottotribù è relativa al Vecchio mondo: Africa, Asia e Oceano indiano con habitat in prevalenza tropicali. | L'habitus è soprattutto arbustivo o arboreo. - Le brattee interne dell'involucro talvolta sono decidue. - Il polline non è di tipo triporato. - Le antere sono prive di ghiandole. - Le piante sono in prevalenza paleotropicali (avventizie in America).                                            | Gymnanthemum corymbosum    |
| Hesperomanniinae S. C. Keeley & H. Rob., 2009         | Un genere: Hesperomannia A. Gray, 1864 | 3                                                      | 2n = 20                          | La distribuzione delle specie di questo genere è relativa alle sole isole Hawaii (è un genere endemico). | |                            |
| Leiboldiinae H. Rob., 1999                            | 4                                      | 14                                                     | 2n = 38                          | Tutte le specie sono di origine americana e in particolare del Messico | Queste piante contengono sesquiterpeni glicosidi. - La pubescenza è fatta di peli semplici. - Gli acheni sono privi di fitomelanina. |                            |
| Lepidaploinae S. C. Keeley & H. Rob., 2009            | 12                                     | 356                                                    | 2n = 24, 28, 32, 34 e da 48 a 68 | Le specie di questa sottotribù hanno una distribuzione relativa all'emisfero occidentale (America Centrale e del Sud). L'habitat è soprattutto di tipo tropicale. | L'infiorescenza è cimosa-seriale. - La pubescenza è fatta di peli semplici o a forma di "T". - L'involucro è persistente con ricettacolo privo di pagliette. - Gli acheni sono privi di fitomelanina. - Il polline tricolporato è echino-lophato.                                                    | Chrysolaena cognata        |
| Linziinae S. C. Keeley & H. Rob., 2009                | 10                                     | 66                                                     | 2n = 18 o 20                     | Le specie di questa sottotribù hanno una distribuzione africana e asiatica con un habitat di tipo tropicale. Una specie è presente anche a Cuba, mentre un'altra è distribuita nell'Australia settentrionale. | Le brattee involucrali sono provviste di spicole ai margini. - Le setole del pappo sono appiattite. - Il polline è "lophato" e tricolporato e a volte non è echinato. - Nel polline i tipi "lophati" hanno una organizzazione radialmente simmetrica con disposizione regolare.                      | Baccharoides adoensis      |
| Lychnophorinae/ Benth. & Hook. F., 1873               | 18                                     | 118                                                    | 2n = 18, 30, 34, 36 e 38         | La quasi totalità delle specie si trovano in Brasile. Il bioma tipico è quello del Cerrado caratterizzato da molti endemismi ma anche da grande biodiversità. La vegetazione dominante è formata da erbe, cespugli e alberi sparsi con un clima di tipo tropicale stagionale (con forte radiazione solare, estati piovose ed inverni secchi). | Le infiorescenze raramente sono spicate (a forma di spiga). - I capolini in genere sono grandi.- Le corolle sono prive di ghiandole stipitate. - Il polline non è "lophato". - Negli acheni sono sempre presenti i rafidi di tipo subquadrato.                                                       | Eremanthus capitatus       |
| Mesanthophorinae S. C. Keeley & H. Rob., 2009         | 3                                      | 4                                                      | 2n = 72                          | Le specie di questo gruppo sono distribuite solamente nell'America Meridionale (Brasile, Argentina e Bolivia) e prediligono habitat più o meno subtropicali. | |                            |
| Pacourininae H. Rob., 1999                            | Un genere: Pacourina Aubl., 1775       | Una specie: Pacourina edulis Aubl., 1775               |                                  | Le piante di questa specie sono distribuite nell'America centrale e meridionale e nel sud dell'Argentina. L'habitat è quello tipico amazzonico fino ad una altitudine di circa 500 m s.l.m. | Le piante sono acquatiche. - Il polline è triporato. |                            |
| Piptocarphinae H. Rob., King. & F. Bohlmann, 1980     | 8                                      | 160                                                    | 2n = 34                          | La distribuzione è fondamentalmente relativa al centro e sud Americana con habitat soprattutto di tipo tropicale. | Le foglie basali non sono né di tipo ericoide e neppure embricate. - La disposizione delle foglie lungo il caule è sia opposta che alternata. - I capolini in genere hanno pochi fiori (meno di 20). - I lobi della corolla sono fortemente incurvati.                                               | Piptocarpha quadrangularis |
| Rolandrinae Cass. ex Dumort., 1829                    | 2                                      | 2                                                      | 2n = 16, 22 e 26                 | Le due uniche specie di questa sottotribù si trovano in America Centrale, nelle Indie Occidentali e nella parte settentrionale del Sud America con habitat tipicamente tropicali. | I capolini hanno un solo fiore. - Il pappo è formato da una corta coroncina o da brevi scaglie. - Il polline è "lophato". - La corolla ha 4 -5 lobi ma non è zigomorfa. - Nelle specie di questo gruppo i "dilattoni" sono mancanti.                                                                 |                            |
| Stokesiinae H. Rob., 1999                             | Un genere: Stokesia L'Hér., 1789       | Una specie: Stokesia laevis Greene, 1893               | 2n=14                            | Le piante di questa specie sono distribuite nella parte sud-orientale degli Stati Uniti. | I capolini sono singoli su lunghi peduncoli. - La corolla è liguliforme. - Lo stilo è ghiandoloso. | Stokesia laevis            |
| Trichospirinae Less., 1831                            | Un genere: Trichospira Kunth, 1818     | Una specie: Trichospira verticillata S. F. Blake, 1915 |                                  | La presente specie si trova solo in America: Cuba, parte settentrionale del Sud America e Brasile in habitat tipicamente tropicali (ambiente amazzonico e della savana fino a 500 m s.l.m.) | L'habitus è composto da erbe rampicanti con infiorescenze ridotte. - Il ricettacolo ha poche pagliette. - L'achenio è piatto con due paia di corni divergenti. - L'achenio è privo di fitomelanina, rafidi e idioblasti.                                                                             | Trichospira verticillata   |
| Vernoniinae Cass. ex Dumort., 1829                    | 8                                      | 440                                                    | 2n = 30, 32, 34 e 36             | La distribuzione delle specie di questa sottotribù è fondamentalmente sparsa tra il Centro e il Sud America (un genere è africano). L'habitat è vario, da temperato a tropicale. | Le appendici delle antere hanno le pareti sottili, spesso con ghiandole o peli. - Il polline può essere "lophato", ma anche non "lophato". | Vernonanthura patens       |

### Elenco dei generi della tribù

#### Sottotribù Centrapalinae
| Genere                                   | N. specie                                                           | Distribuzione                        |
| ---------------------------------------- | ------------------------------------------------------------------- | ------------------------------------ |
| Acilepis D. Don., 1825                   | 37                                                                  | India e Asia (sud-orientale)         |
| Brachythrix Wild & G. V. Pope, 1978      | 6                                                                   | Africa centrale                      |
| Bechium DC., 1836                        | 3                                                                   | Madagascar                           |
| Cabobanthus H. Rob., 1999                | 2                                                                   | Africa tropicale (orientale)         |
| Centauropsis Bojer ex DC., 1836          | 8                                                                   | Madagascar                           |
| Centrapalus Cass., 1817                  | 2                                                                   | Africa                               |
| Dewildemania O. Hoffm., 1903             | 7                                                                   | Africa tropicale                     |
| Crystallopollen Steez, 1864              | Una specie: Crystallopollen angustifolium Steez, 1864               | Africa                               |
| Hilliardiella H. Rob., 1999              | 10                                                                  | Africa (del sud e orientale)         |
| Iodocephalopsis Bunwong & H. Rob.        | Una specie: Iodocephalopsis eberhardtii (Gagnep.) Bunwong & H. Rob. | Cambogia, Laos, Thailandia e Vietnam |
| Koyamasia H. Rob., 1999                  | 2                                                                   | Thailandia                           |
| Msuata O. Hoffm., 1894                   | Una specie: M. buettneri O. Hoffm.                                  | Africa tropicale (centrale)          |
| Nothovernonia H. Rob. & V. A. Funk, 2011 | 2                                                                   | Africa centrale e Penisola Arabica   |
| Oliganthes Cass., 1817                   | 9                                                                   | Madagascar                           |
| Parapolydora H.Rob, 2005                 | 2                                                                   | Africa meridionale                   |
| Phyllocephalum Blume, 1826               | 11                                                                  | India e Malaysia                     |

#### Sottotribù Centratherinae
| Genere                   | N. specie | Distribuzione |
| ------------------------ | --------- | --- |
| Centratherum Cass., 1817 | 3         | La distribuzione di queste specie è relativa all'America tropicale; mentre è di recente l'introduzione di queste piante in Australia e Filippine. |

#### Sottotribù Chrestinae
| Genere                     | N. specie                         | Distribuzione       |
| -------------------------- | --------------------------------- | ------------------- |
| Chresta Vell. ex DC., 1836 | 18                                | Bolivia e Brasile   |
| Soaresia Sch. Bip., 1863   | Una specie: S. velutina Sch. Bip. | Brasile (orientale) |

#### Sottotribù Dipterocypselinae
| Genere                            | N. specie                                    | Distribuzione       |
| --------------------------------- | -------------------------------------------- | ------------------- |
| Allocephalus H. Rob. et al., 2011 | Una specie: (A. gamolepis H. Rob et al.)     | Brasile (centrale)  |
| Dipterocypsela S. F. Blake, 1945  | Una specie: (D. succulenta S. F. Blake)      | Colombia            |
| Heterocypsela H. Rob., 1979       | 2                                            | Brasile (orientale) |
| Manyonia H. Rob., 1999            | Una specie: (H. peculiaris (Verdc.) H. Rob.) | Tanzania            |

#### Sottotribù Elephantopinae
| Genere                       | N. specie                                    | Distribuzione                            |
| ---------------------------- | -------------------------------------------- | ---------------------------------------- |
| Caatinganthus H. Rob., 1999  | 2                                            | Brasile (settentrionale)                 |
| Elephantopus L., 1753        | 21                                           | America del nord-est e aree pantropicali |
| Orthopappus Gleason, 1906    | Una specie: (O. angustifolius (Sw.) Gleason) | America tropicale                        |
| Pseudelephantopus Rohr, 1792 | 2                                            | America tropicale.                       |

#### Sottotribù Erlangeinae
| Genere                                               | N. specie                                                                   | Distribuzione                                              |
| ---------------------------------------------------- | --------------------------------------------------------------------------- | ---------------------------------------------------------- |
| Ageratinastrum Mattf., 1932                          | 4                                                                           | Africa (tropicale)                                         |
| Ambassa Steetz, 1864                                 | Una specie: Ambassa hochstetteri (Sch. Bip. ex Hochst.) Steez, 1864         | Africa (orientale)                                         |
| Bothriocline Oliv. ex Benth., 1873                   | 61                                                                          | Africa (tropicale)                                         |
| Cyanthillium Blume, 1826                             | 11                                                                          | Asia (Oceano Indiano, Indonesia e Asia orientale) e Africa |
| Decastylocarpus Humbert, 1923                        | Una specie: D. perrieri Humbert                                             | Madagascar                                                 |
| Diaphractanthus Humbert, 1923                        | Una specie: D. homolepis Humbert                                            | Madagascar                                                 |
| Erlangea Sch. Bip., 1853                             | 13                                                                          | Africa (tropicale)                                         |
| Ethulia L. F., 1762                                  | 15                                                                          | Africa e Asia (meridionale e orientale)                    |
| Gutenbergia Sch. Bip. ex Walp., 1843                 | 25                                                                          | Africa                                                     |
| Herderia Cass., 1829                                 | Una specie: H. truncata Cass.                                               | Africa (tropicale occidentale)                             |
| Hoffmannanthus H. Rob., S. C. Keeley & Skvarla, 2014 | Una specie: H. abbotianus (O. Hoffm.) H. Rob., S. C. Keeley & Skvarla, 2014 |                                                            |
| Hystrichophora Mattf., 1936                          | Una specie: H. macrophyllum Mattf.                                          | Tanzania                                                   |
| Jeffreycia H. Rob., S. C. Keeley & Skvarla, 2014     | 5                                                                           | Africa orientale e Sri Lanka                               |
| Kinghamia C. Jeffrey, 1988                           | 5                                                                           | Africa (tropicale)                                         |
| Kurziella H. Rob. e Bunwong, 2010                    | Un specie: K. gymnoclada (Collett & Hemsl.) H. Rob. & Bunwong, 2010         | Myanmar e Thailandia                                       |
| Lettowia H. Rob. & Skvarla, 2013                     | Una specie: L. nyassae (Oliv.) H. Rob., 2013                                | Tanzania                                                   |
| Muschleria S. Moore, 1914                            | Una specie: M. angolensis S. Moore                                          | Angola e Africa (meridionale-tropicale)                    |
| Namibithamnus H. Rob., Skvarla & Funk, 2016          | 2                                                                           | Namibia                                                    |
| Okia H. Rob. & Skvarla, 2010                         | 2                                                                           | Myanmar e Thailandia                                       |
| Omphalopappus O. Hoffm., 1890                        | Una specie: O, newtonii O. Hoffm., 1890                                     | Angola                                                     |
| Oocephala (S. B. Jones) H. Rob., 1999                | 4                                                                           | Africa (tropicale)                                         |
| Orbivestus (S. B. Jones) H. Rob., 1999               | 12                                                                          | Africa (tropicale e del sud)                               |
| Paurolepis S. Moore, 1917                            | Una specie: P. filifolia (R. E. Fr.) Wild & G. V. Pope, 1977                | Africa                                                     |
| Pseudopegolettia H. Rob., Skvarla & Funk, 2016       | 2                                                                           | Africa meridionale                                         |
| Rastrophyllum Wild & G. V. Pope, 1977                | 2                                                                           | Africa (tropicale)                                         |
| Vernoniastrum H. Rob., 1999                          | 13                                                                          | Africa (tropicale)                                         |

#### Sottotribù Gymnantheminae
| Genere                                                    | N. specie                                                                             | Distribuzione                                    |
| --------------------------------------------------------- | ------------------------------------------------------------------------------------- | ------------------------------------------------ |
| Ananthura H. Rob. & Skvarla, 2011                         | Una specie: Ananthura pteropoda (Oliv. & Hiern) H./Rob. & Skvarla                     | Tanzania e Kenya                                 |
| Brenandendron H. Rob., 1999                               | 3                                                                                     | Africa (tropicale, parte centrale e occidentale) |
| Decaneuropsis H. Rob. & Skvarla, 2007                     | 12                                                                                    | Asia sud-orientale                               |
| Gymnanthemum Cass., 1817                                  | 35                                                                                    | Africa, Asia (meridionale)                       |
| Lampropappus (O. Hoffm.) H. Rob., 1999                    | 3                                                                                     | Angola, Congo, Malawi e Zambia                   |
| Monosis DC., 1834                                         | 9                                                                                     | Africa equatoriale e Asia sud-orientale          |
| Myanmaria H. Rob., 1999                                   | Una specie: M. calycina (DC.) H. Rob.                                                 | Myanmar                                          |
| Strobocalyx (Blume ex DC.) Sch. Bip., 1861                | 9                                                                                     | Foreste sempreverdi dell'Asia del sud-est        |
| Tarlmounia H. Rob., S. C. Keeley, Skvarla & R. Chan, 2008 | Una specie: Tarlmounia elliptica (DC.) H. Rob., S. C. Keeley, Skvarla & R. Chan, 2008 | Asia del sud-est                                 |
| Uniyala H. Rob. & Skvarla, 2009                           | 7                                                                                     | India e Sri Lanka                                |

#### Sottotribù Hesperomanniinae
| Genere                      | N. specie | Distribuzione                                                                     |
| --------------------------- | --------- | --------------------------------------------------------------------------------- |
| Hesperomannia A. Gray, 1864 | 3         | La distribuzione delle specie di questo genere è relativa alle sole isole Hawaii. |

#### Sottotribù Leiboldiinae
| Genere                              | N. specie                       | Distribuzione                            |
| ----------------------------------- | ------------------------------- | ---------------------------------------- |
| BolanosaA. Gray, 1852               | Una specie: B. coulteri A. Gray | Messico (meridionale)                    |
| Leiboldia Schltdl. ex Gleason, 1906 | 2                               | Messico (meridionale)                    |
| Lepidonia S. F. Blake, 1936         | 9                               | Messico (meridionale) e America centrale |
| Stramentopappus H.Rob. & Funk, 1987 | 2                               | Messico (meridionale)                    |

#### Sottotribù Lepidaploinae
| Genere                                    | N. specie                                       | Distribuzione                                      |
| ----------------------------------------- | ----------------------------------------------- | -------------------------------------------------- |
| Aynia H. Rob., 1988                       | Una specie: A. pseudascaricida H. Rob.          | Perù                                               |
| Chrysolaena H. Rob., 1988                 | 19                                              | Brasile, Perù e Argentina                          |
| Echinocoryne H. Rob., 1987                | 6                                               | Brasile                                            |
| Harleya S. F. Blake, 1932                 | Una specie: H. oxylepis (Benth.) S. F. Blake    | America centrale                                   |
| Lepidaploa (Cass.) Cass., 1825            | 148                                             | Messico, America (tropicale) e Indie occidentali   |
| Lessingianthus H. Rob., 1988              | 144                                             | Brasile, Argentina, Colombia e Venezuela           |
| Mattfeldanthus H. Rob. & R. M. King, 1979 | 2                                               | Brasile (orientale)                                |
| Pseudopiptocarpha H. Rob., 1994           | 4                                               | Colombia                                           |
| Stenocephalum Sch. Bip., 1863             | 8                                               | America Centrale e America Meridionale (tropicale) |
| Stilpnopappus Mart. ex DC., 1836          | 21                                              | Brasile e Venezuela                                |
| Struchium (L.) Kuntze, 1756               | Una specie: S. sparganophorum (L.) Kuntze, 1891 |                                                    |
| Xiphochaeta Poepp. & Endl., 1843          | Una specie: X. aquatica Poepp.                  | Amazzonia e Orinoco                                |

#### Sottotribù Linziinae
| Genere                              | N. specie                                                         | Distribuzione                           |
| ----------------------------------- | ----------------------------------------------------------------- | --------------------------------------- |
| Adenoon Dalzell, 1850               | Una specie: A. indicum Dalzell                                    | India                                   |
| Aedesia O. Hoffm, 1897              | 3                                                                 | Africa (tropicale)                      |
| Baccharoides Moench, 1794           | 26                                                                | Africa (tropicale) e Asia (meridionale) |
| Camchaya Gagnep., 1920              | 9                                                                 | Thailandia, Laos e Cina (meridionale)   |
| Khasianthus H. Rob. & Skvarla, 2009 | Una specie: Khasianthus subsessilis (DC.) H. Rob. & Skvarla, 2009 | Cina, Himalaya, Myanmar e Nepal         |
| Lachnorhiza A. Rich., 1850          | 3                                                                 | Cuba                                    |
| Linzia Sch. Bip. ex Walp., 1843     | 9                                                                 | Africa                                  |
| Neurolakis Mattf., 1924             | Una specie: N. modesta Mattf.                                     | Camerun e Ciad                          |
| Pleurocarpaea Benth., 1867          | 2                                                                 | Australia (settentrionale)              |
| Vernonella Sond., 1850              | 11                                                                | Africa                                  |

#### Sottotribù Lychnophorinae
(Tutti i generi sono endemici del Brasile)
| Genere                                        | N. specie                                         |
| --------------------------------------------- | ------------------------------------------------- |
| Albertinia Spreng., 1821                      | Una specie: Albertinia brasiliensis Spreng., 1821 |
| Anteremanthus H. Rob., 1992                   | 2                                                 |
| Blanchetia DC., 1836                          | 2                                                 |
| Chronopappus DC., 1836                        | 2                                                 |
| Eremanthus Less., 1829                        | 24                                                |
| Gorceixia Baker., 1882                        | Una specie: Gorceixia decurrens Baker., 1882      |
| Heterocoma DC., 1810                          | 6                                                 |
| Hololepis DC., 1810                           | 2                                                 |
| Lychnocephalus Mart. ex DC., 1836             | 4                                                 |
| Lychnophora Mart., 1822                       | 29                                                |
| Lychnophorella Loeuille, Semir & Pirani, 2019 | 11                                                |
| Maschalostachys Loeuille\| & Roque, 2017      | 2                                                 |
| Minasia H. Rob., 1992                         | 7                                                 |
| Paralychnophora MacLeish, 1984                | 6                                                 |
| Piptolepis Sch. Bip., 1863                    | 13                                                |
| Prestelia Sch. Bip., 1864                     | 3                                                 |
| Proteopsis Mart, & Zucc. ex Sch. Bip., 1863   | 2.                                                |
| Vinicia Dematt., 2007                         | Una specie: Vinicia tomentosa Dematt., 2007       |

## Alcune specie

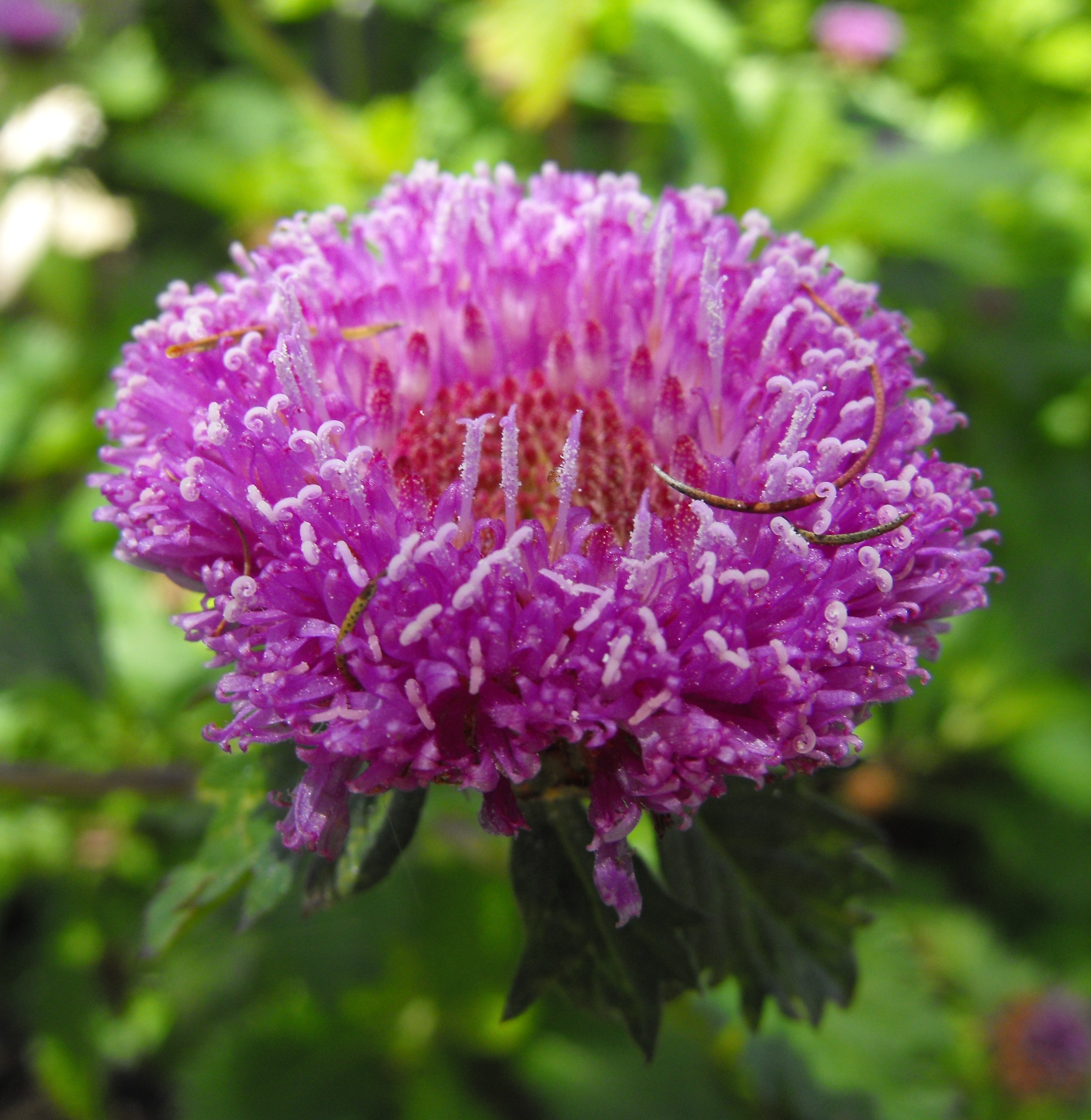
Centratherum intermedium (sottotribù Centratherinae)
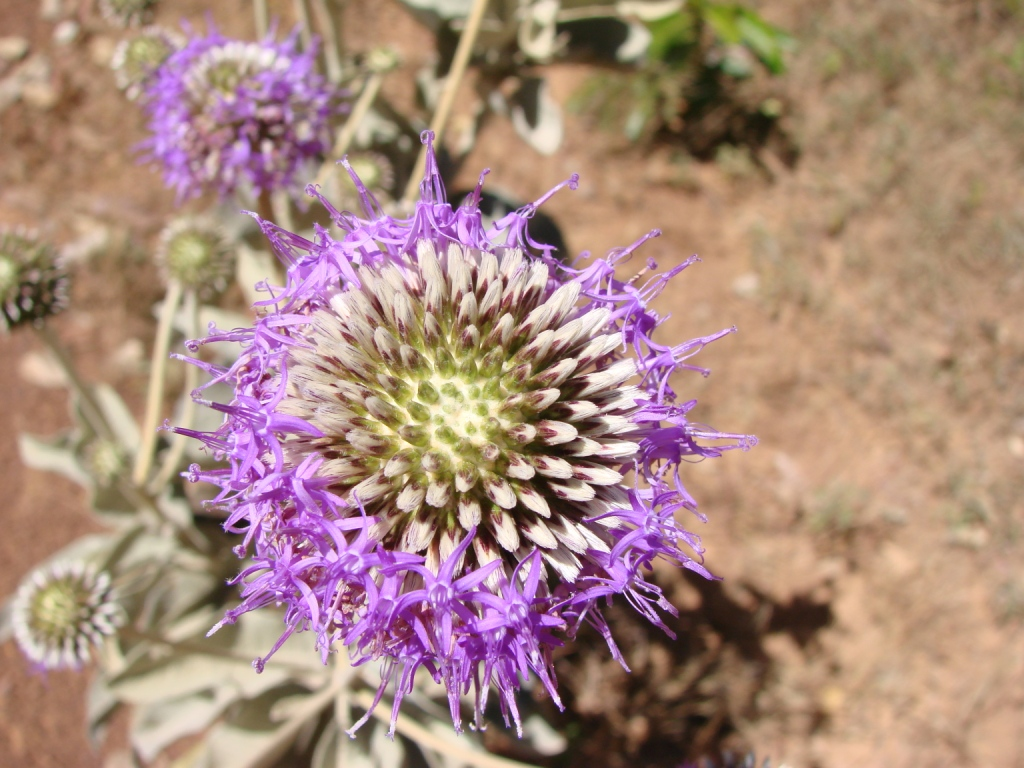
Chresta sphaerocephala (sottotribù Chrestinae)
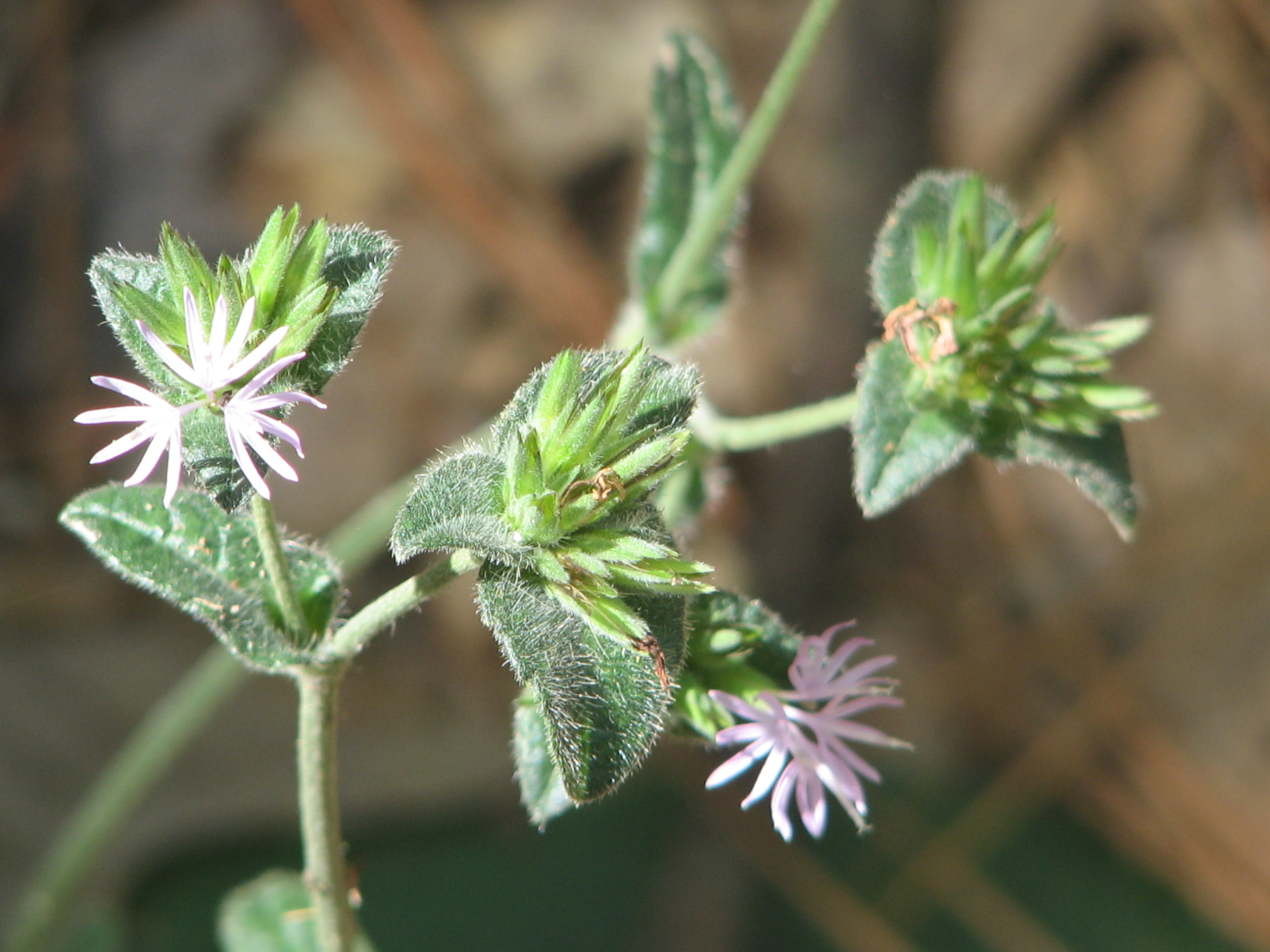
Elephantopus tomentosus (sottotribù Elephantopodinae)
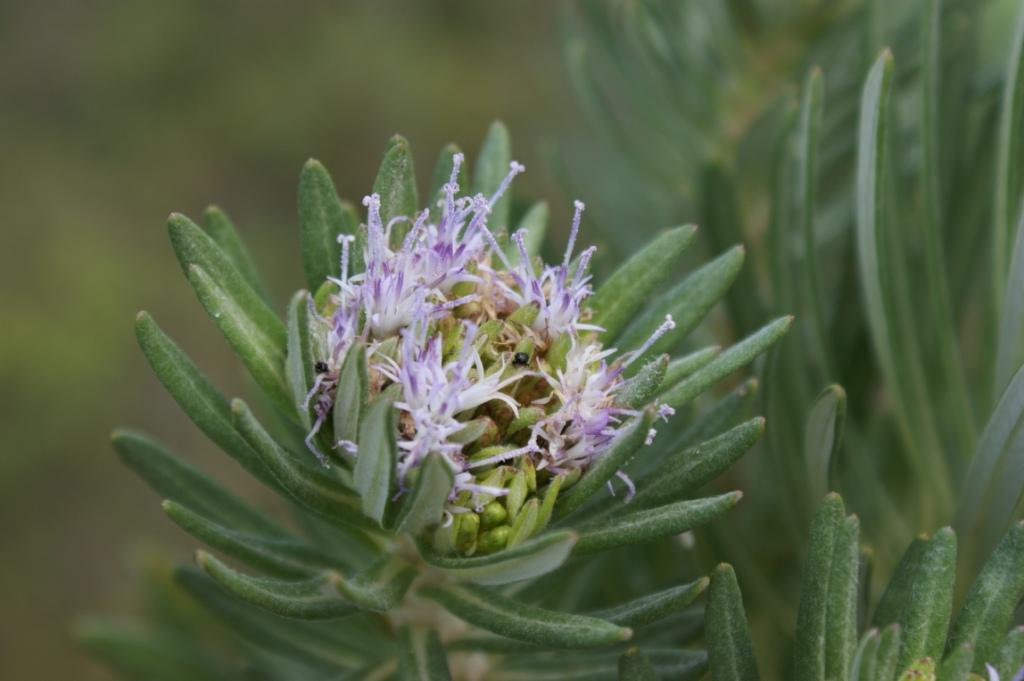
Lychnophora salicifoli (sottotribù Lychnophorinae)
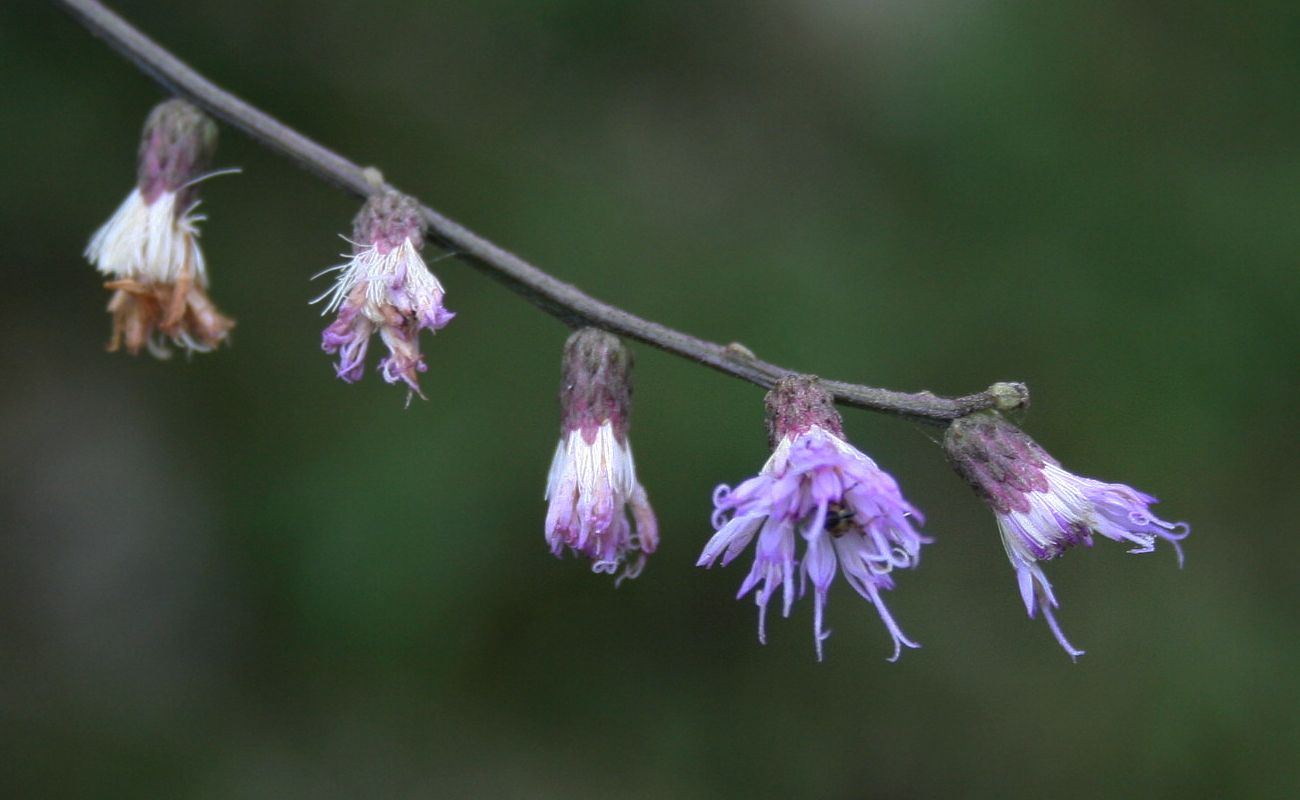
Eirmocephala brachiata (sottotribù Vernoniinae)
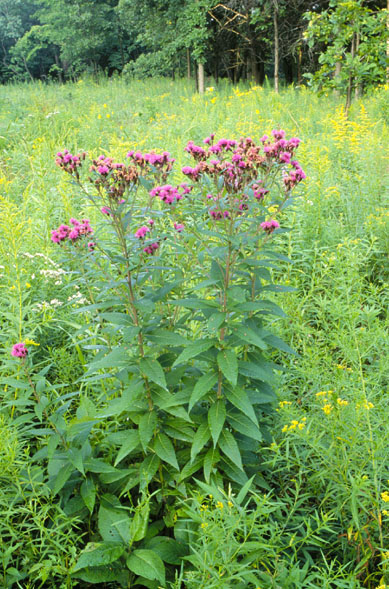
Vernonia fasciculata (sottotribù Vernoniinae)
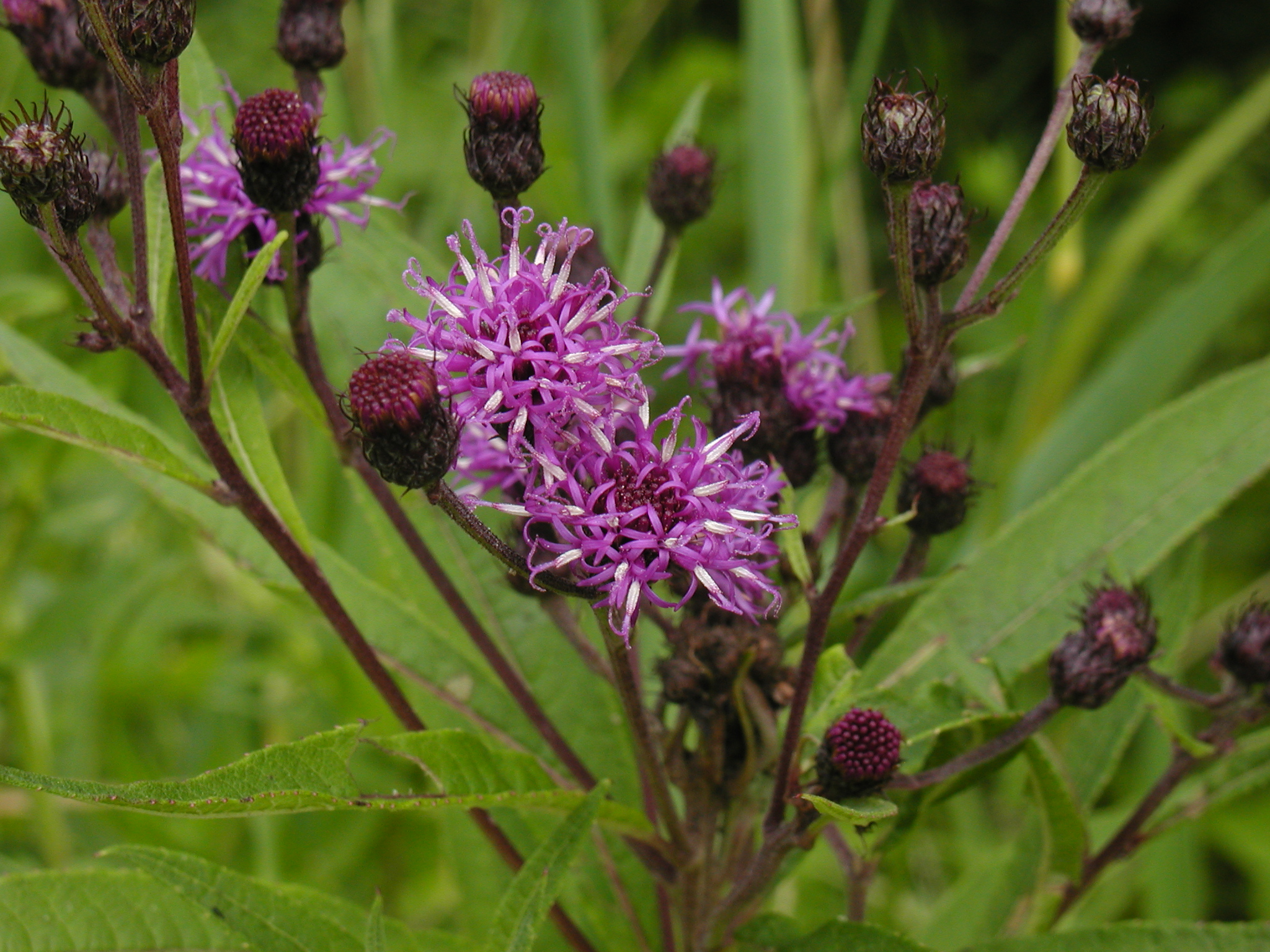
Vernonia noveboracensis (sottotribù Vernoniinae)
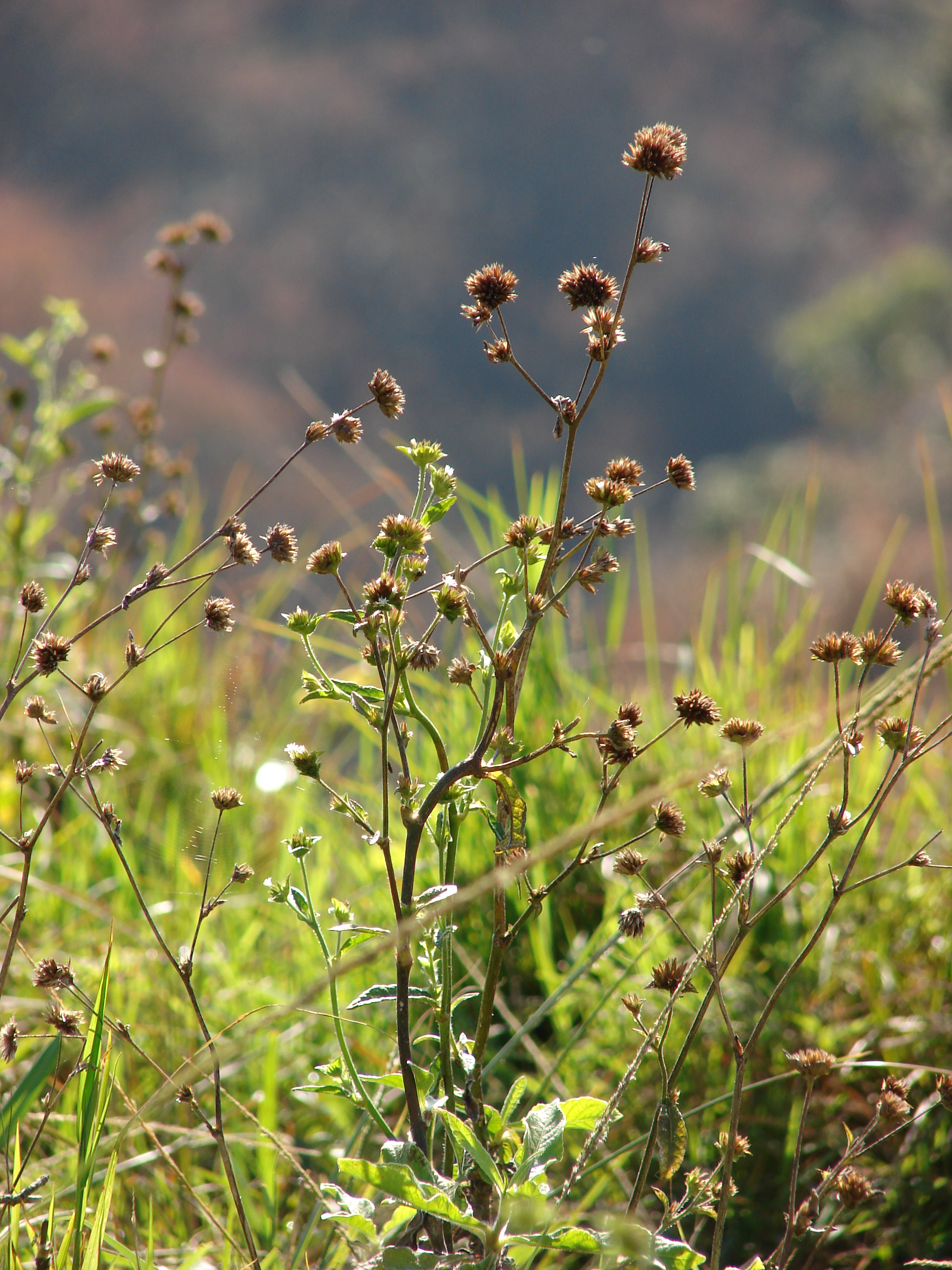
Elephantopus mollis (sottotribù Elephantopinae)
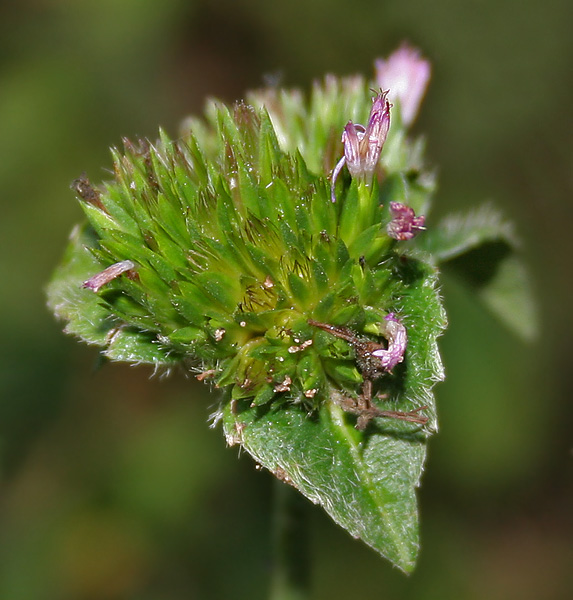
Elephantopus scaber (sottotribù Elephantopinae)
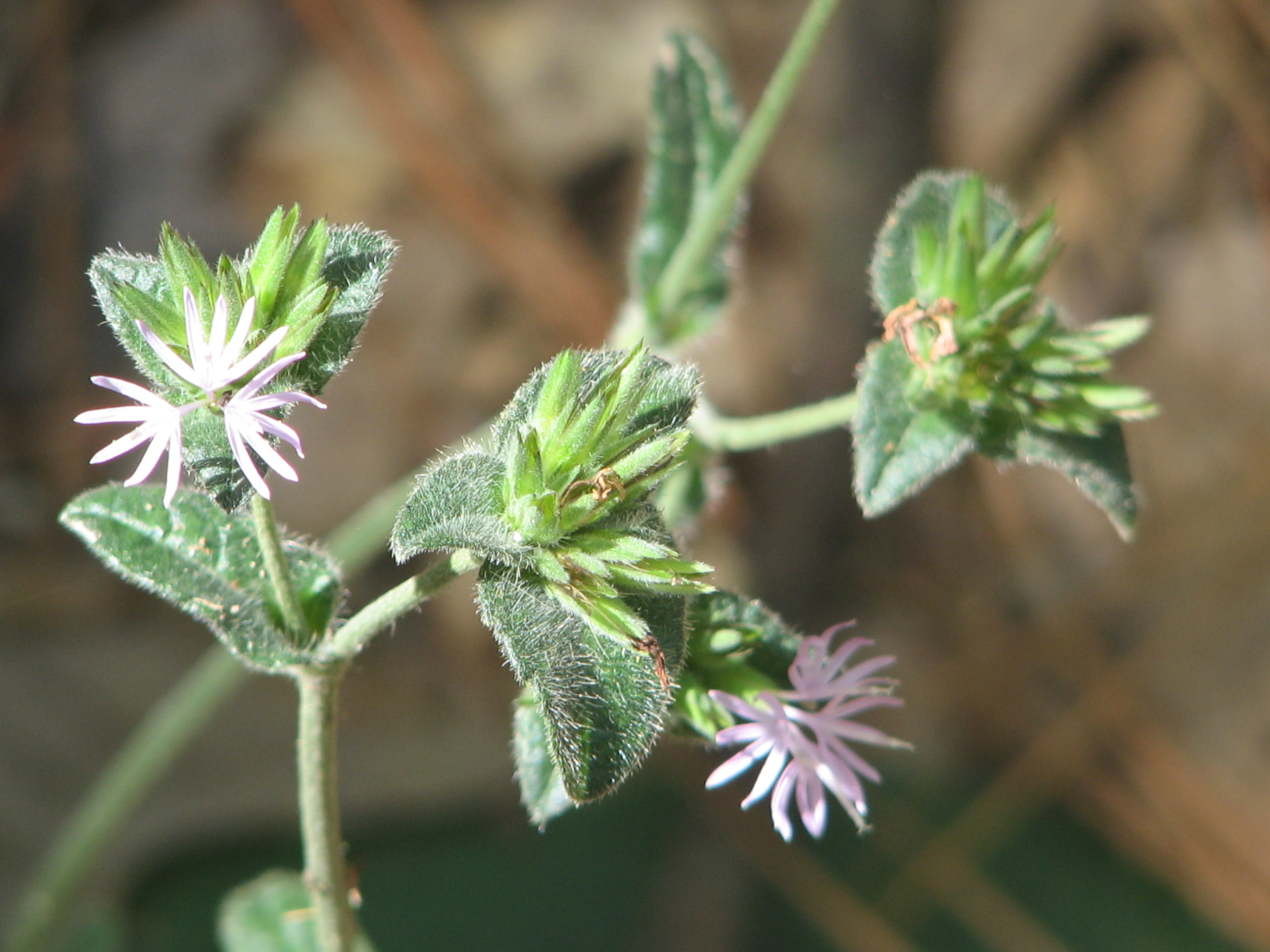
Elephantopus tomentosus (sottotribù Elephantopinae)
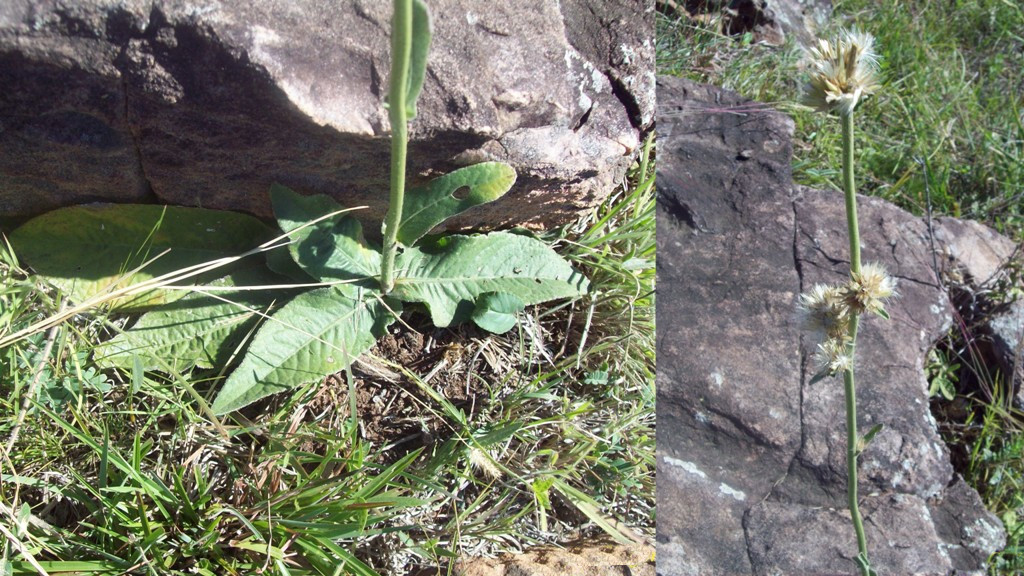
Orthopappus angustifolius (sottotribù Elephantopinae)
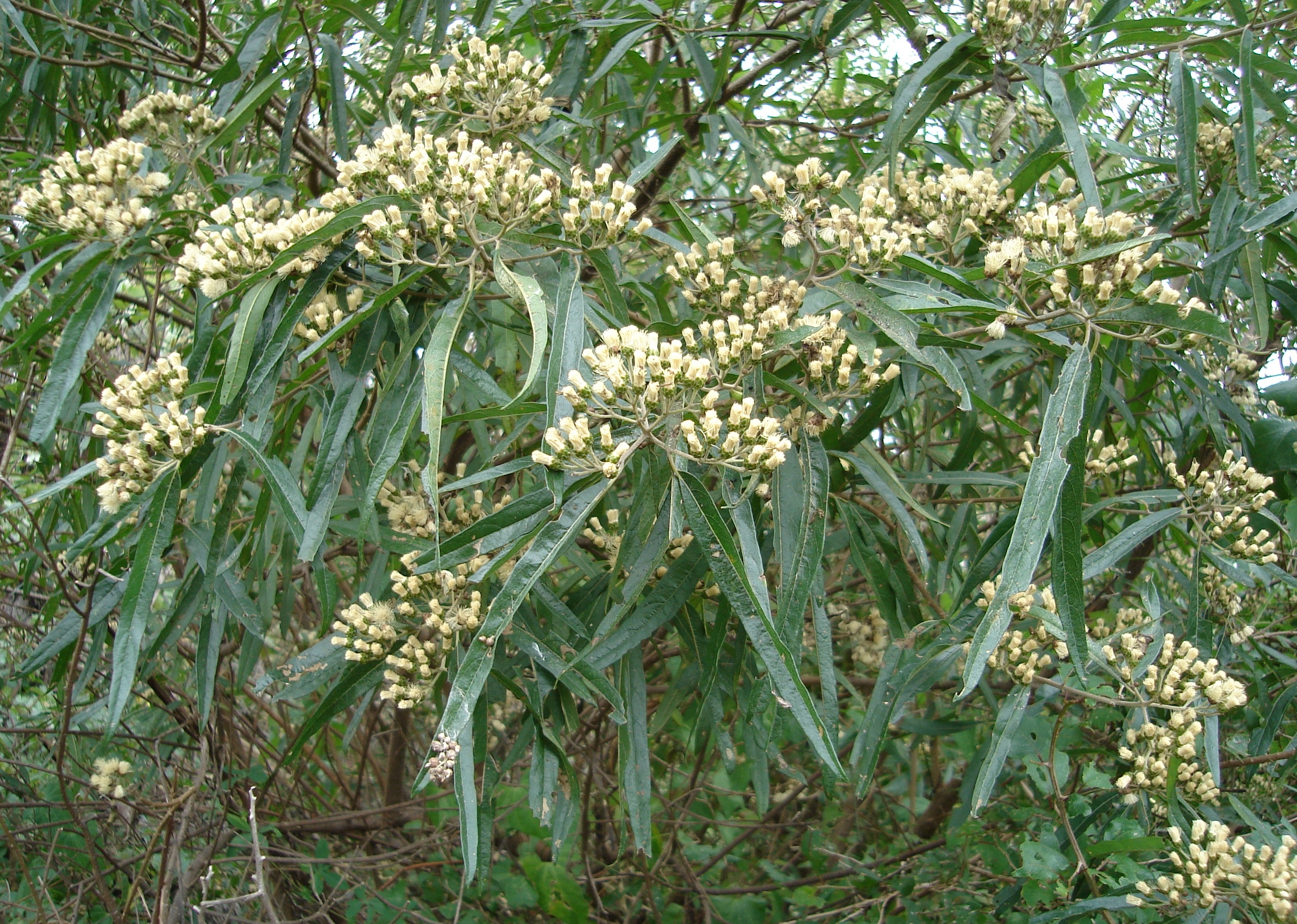
Gymnanthemum pectorale (sottotribù Gymnantheminae)
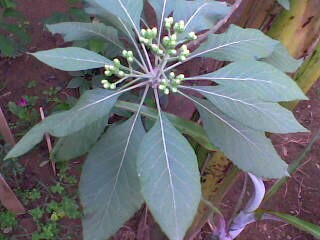
Gymnanthemum amygdalinum (sottotribù Gymnantheminae)
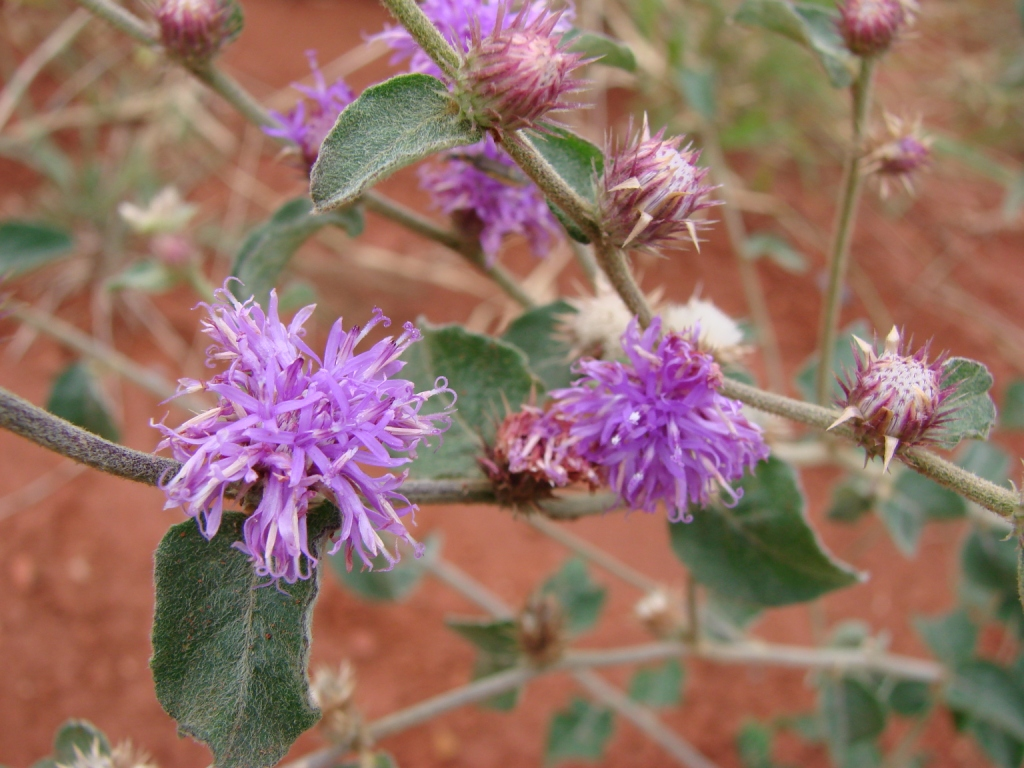
Lepidaploa aurea (sottotribù Lepidaploinae)
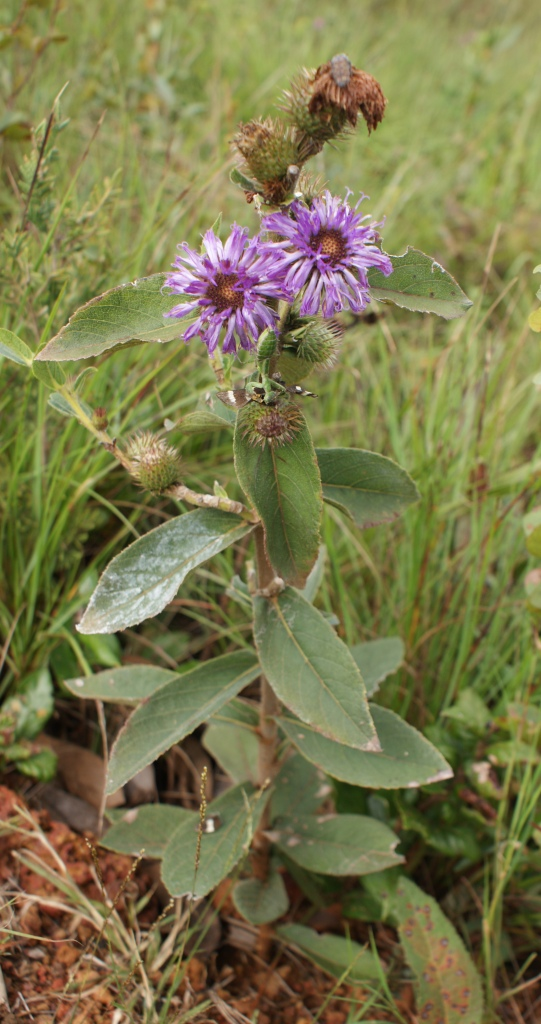
Lessingianthus roseus (sottotribù Lepidaploinae)
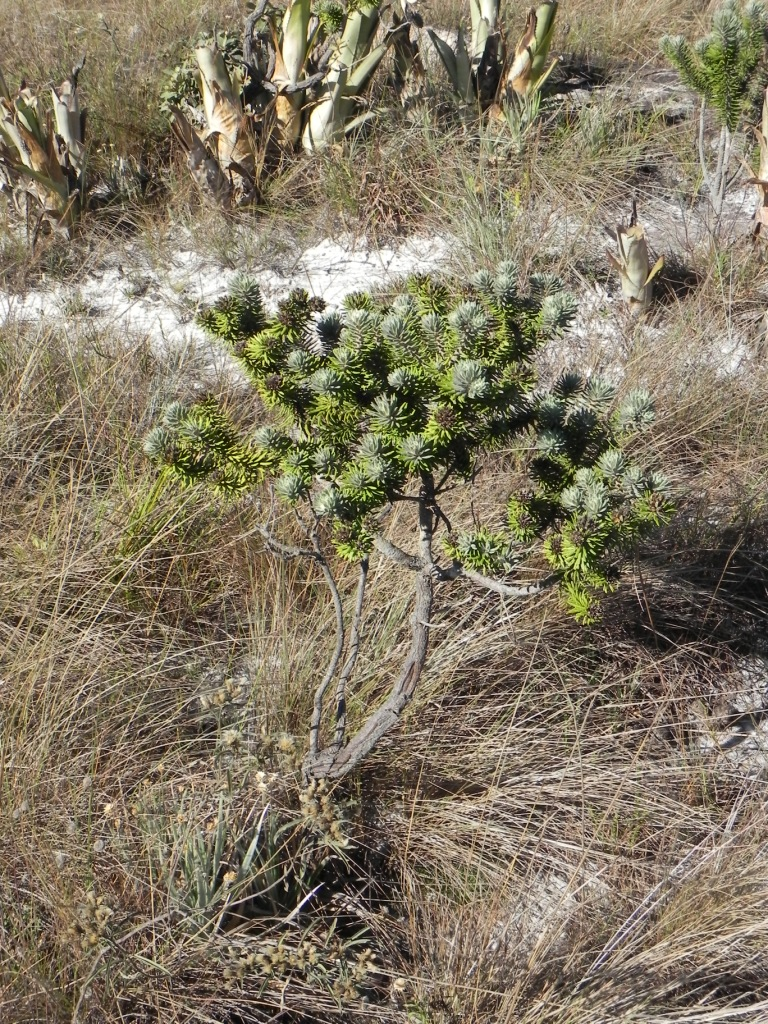
Lychnophora ericoides (sottotribù Lychnophorinae)
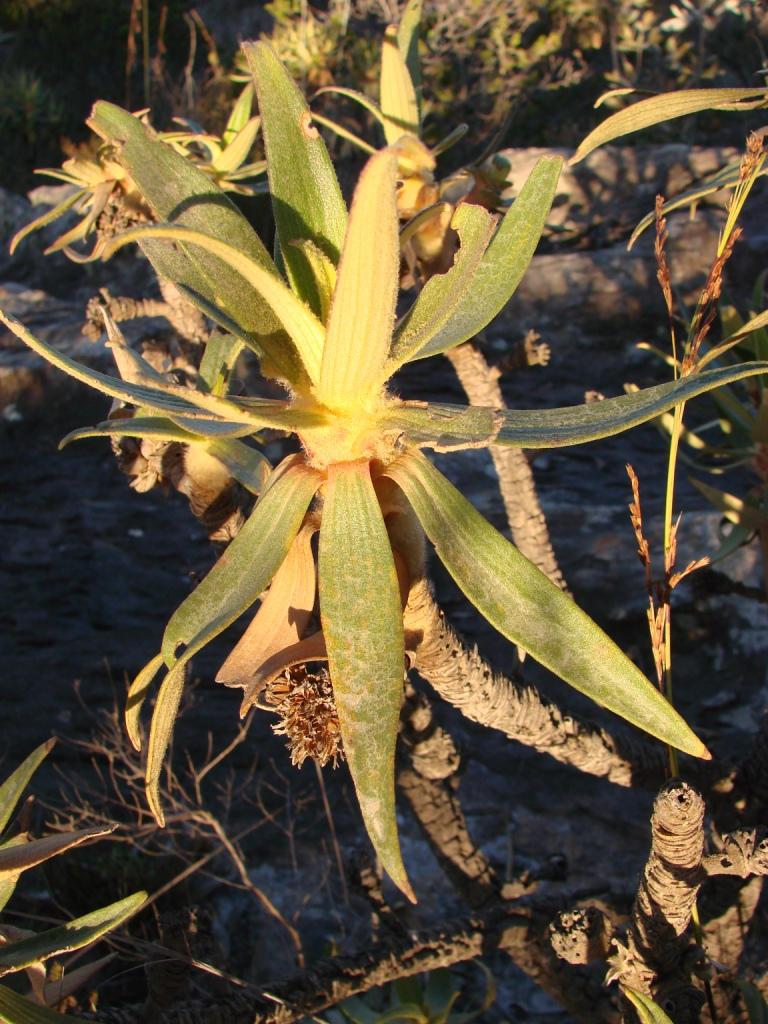
Lychnophora sellowii (sottotribù Lychnophorinae)
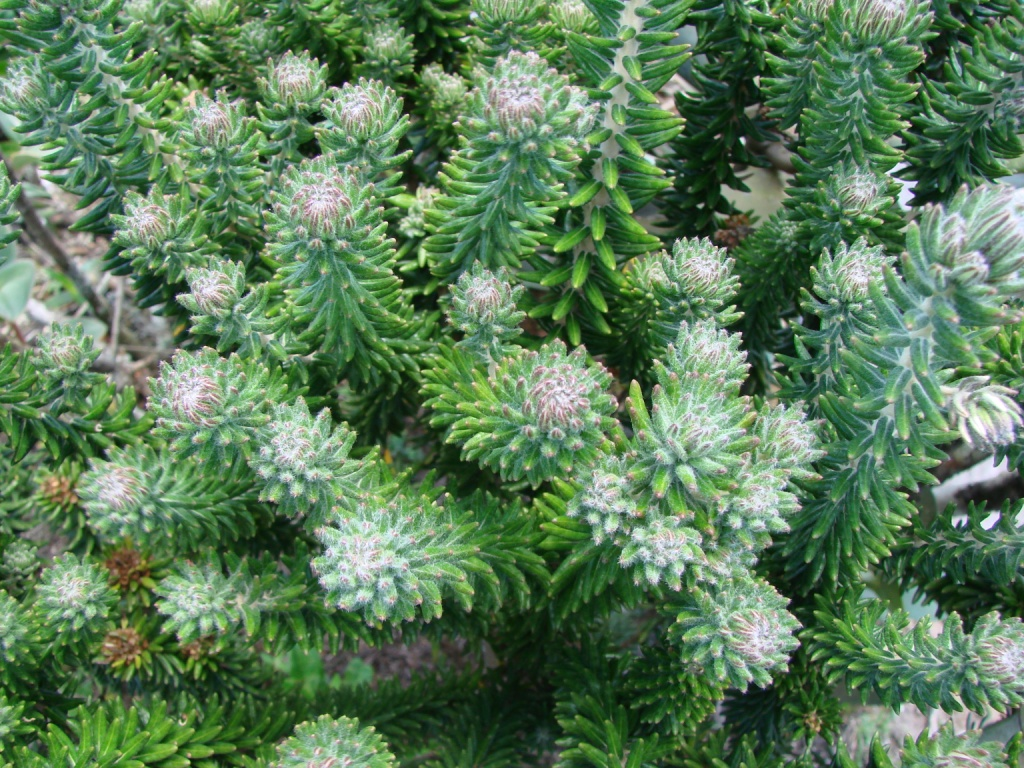
Lychnophora triflora (sottotribù Lychnophorinae)
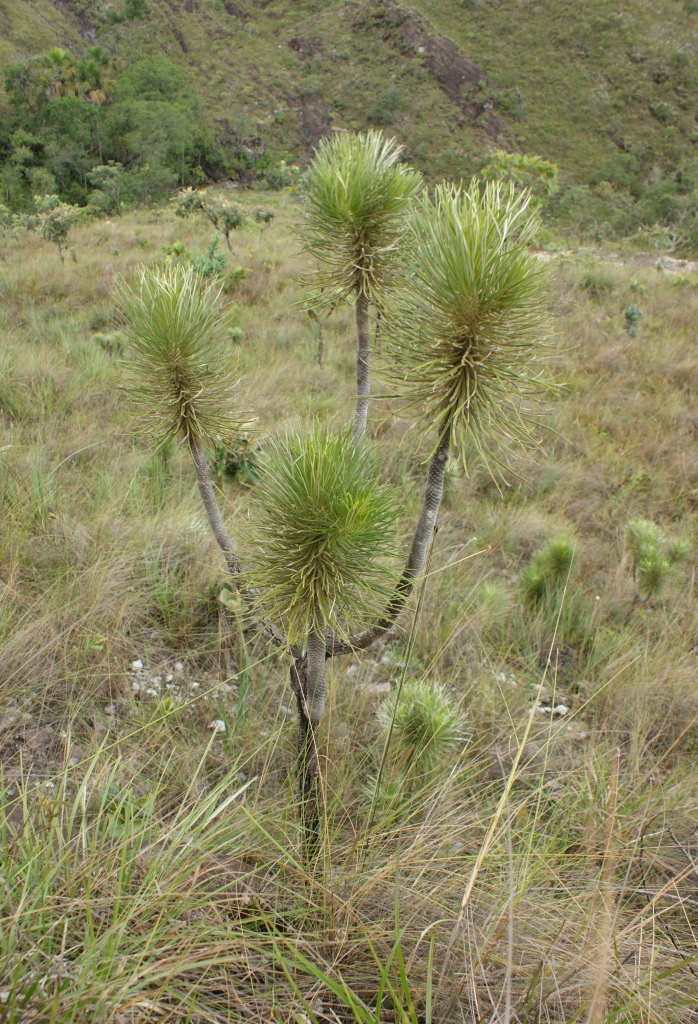
Lychnophora villosissima (sottotribù Lychnophorinae)
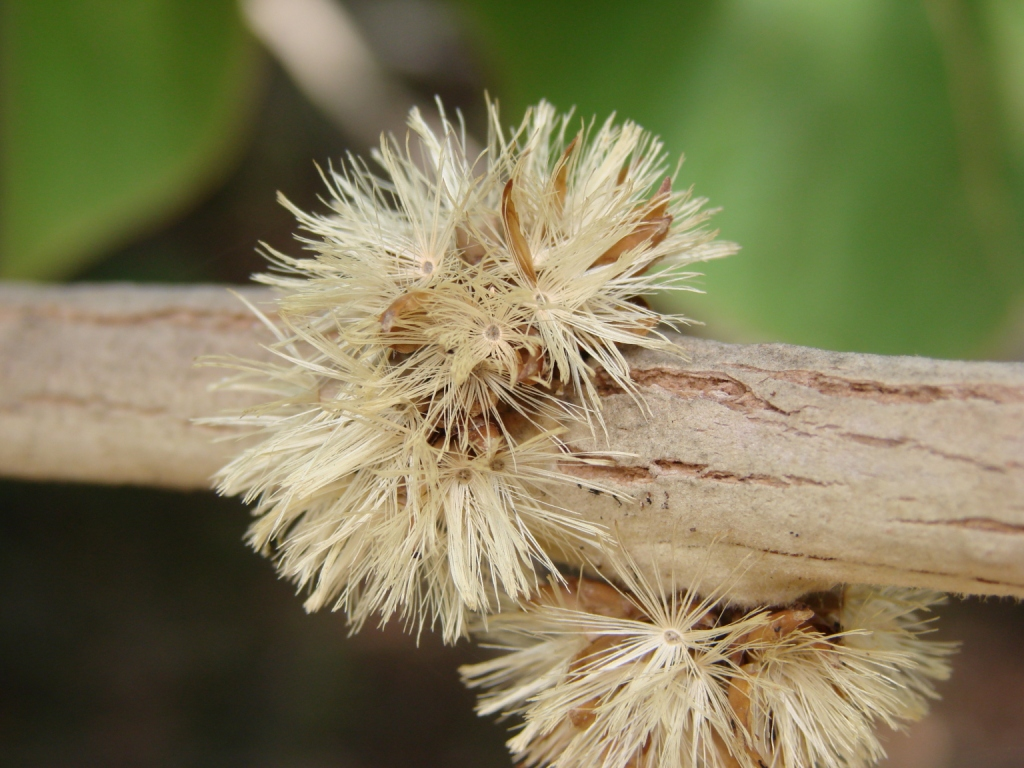
Piptocarpha rotundifolia (sottotribù Piptocarphinae)
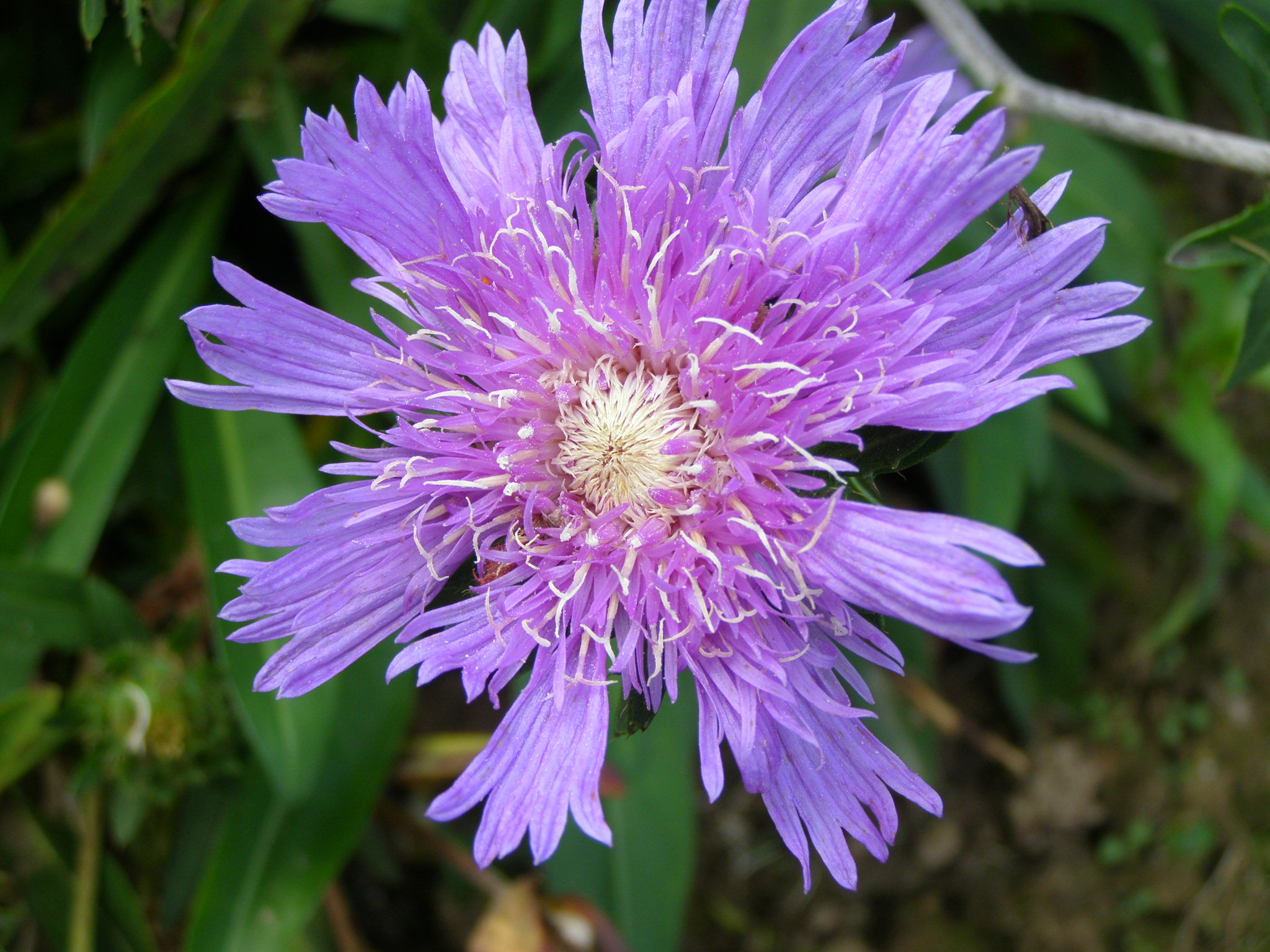
Stokesia laevis (sottotribù Stokesiinae)

#### Sottotribù Mesanthophorinae
| Genere                            | N. specie                                         | Distribuzione            |
| --------------------------------- | ------------------------------------------------- | ------------------------ |
| Acilepidopsis H. Rob., 1989       | Una specie: A. echitifolia (Mart. ex DC.) H. Rob. | Sud America (orientale)  |
| Mesanthophora H. Rob., 1992       | 2                                                 | Bolivia e Paraguay       |
| Telmatophila Mart. ex Baker, 1873 | Una specie: T. scolymastrum Mart. ex Baker        | Brasile (nord-orientale) |

#### Sottotribù Pacourininae
| Genere                | N. specie                                | Distribuzione                                                                                             |
| --------------------- | ---------------------------------------- | --- |
| Pacourina Aubl., 1775 | Una specie: Pacourina edulis Aubl., 1775 | Le piante di questa specie sono distribuite nell'America centrale e meridionale e nel sud dell'Argentina. |

#### Sottotribù Piptocarphinae
| Genere                                | N. specie                                         | Distribuzione                                 |
| ------------------------------------- | ------------------------------------------------- | --------------------------------------------- |
| Critoniopsis Sch. Bip., 1863          | 77                                                | Messico e Sud America                         |
| Cuatrecasanthus Robinson, 1989        | 6                                                 | Ecuador e Perù                                |
| Dasyandantha (Aristeg.) H. Rob., 1993 | Una specie: D. cuatrecasasiana (Aristeg.) H. Rob. | Venezuela                                     |
| Ekmania Gleason, 1919                 | Una specie: E. lepidota Griseb.                   | Cuba                                          |
| Huberopappus Pruski, 1992             | Una specie: H. maigualidae Pruski                 | Venezuela                                     |
| Joseanthus H. Rob., 1989              | 4                                                 | Colombia e Ecuador                            |
| Piptocarpha R. Br., 1818              | 52                                                | America (tropicale)                           |
| Piptocoma Cass., 1817                 | 18                                                | Grandi Antille e Sud America (settentrionale) |

#### Sottotribù Rolandrinae
| Genere                   | N. specie                       | Distribuzione                           |
| ------------------------ | ------------------------------- | --------------------------------------- |
| Rolandra Røttb., 1775    | Una specie: R. argentea Rottb.  | America (tropicale)                     |
| Spiracantha Kunth., 1818 | Una specie S. cornifolia Kunth. | Sud America (settentrionale e centrale) |

#### Sottotribù Stokesiinae
| Genere                | N. specie                                | Distribuzione                                                                            |
| --------------------- | ---------------------------------------- | ---------------------------------------------------------------------------------------- |
| Stokesia L'Hér., 1789 | Una specie: Stokesia laevis Greene, 1893 | Le piante di questa specie sono distribuite nella parte sud-orientale degli Stati Uniti. |

#### Sottotribù Trichospirinae
| Genere                  | N. specie                                              | Distribuzione |
| ----------------------- | ------------------------------------------------------ | --- |
| Trichospira Kunth, 1818 | Una specie: Trichospira verticillata S. F. Blake, 1915 | La presente specie si trova solo in America: Cuba, parte settentrionale del Sud America e Brasile in habitat tipicamente tropicali (ambiente amazzonico e della savana fino a 500 m s.l.m. |

#### Sottotribù Vernoniinae
| Genere                      | N. specie | Distribuzione                            |
| --------------------------- | --------- | ---------------------------------------- |
| Cololobus H. Rob., 1994     | 4         | Brasile (orientale)                      |
| Cyrtocymura H. Rob., 1987   | 6         | Messico, Indie occidentali e Sud America |
| Dasyanthina H. Rob., 1993   | 2         | Brasile (orientale)                      |
| Eirmocephala H. Rob., 1987  | 3         | dall'America centrale alle Ande          |
| Quechualia H. Rob., 1993    | 4         | Dal Perù all'Argentina                   |
| Trepadonia H. Rob., 1994    | 2         | Perù                                     |
| Vernonanthura H. Rob., 1992 | 76        | America tropicale                        |
| Vernonia Schreb., 1791      | 343       | America, Africa e Asia                   |